# 北極圏気候変動
北極圏気候変動（ほっきょくけんきこうへんどう、英: climate change in the Arctic）により、この極地地域は2050年までに「大きく異なる」ものになると予測されている。 変化の速度は世界で最も高いレベルの一つであり:2321、温暖化速度は地球平均の3～4倍に達している。 この温暖化はすでに顕著な北極海氷の減少・グリーンランド氷床と永久凍土の融解を引き起こし、これらの変化は今後何世紀あるいは何千年にもわたって不可逆的であると予測されている:2321。2024年の研究によると、北極海は2020年代後半から2030年代初頭の9月に、過去70万年間で初めて氷のない状態になるという。

## 概要
北極圏気候変動の影響は非常に大きい。ツンドラが温暖化するとその土壌はミミズや大型植物にとってより住みやすい環境となり タイガが北へと広がる。これにより山火事が発生しやすくなり、いったん発生すると他の地域より回復に時間がかかる。北極海では、海水温の上昇と海氷の減少による日照の増加が植物プランクトンの繁殖に有利となり、海洋一次生産が大幅に増加している:2326 。また北極海は地球上の他の海洋よりもアルカリ度が低いため、二酸化炭素濃度の上昇による海洋酸性化の影響がより深刻であり、翼足類（プテロポッド）などの一部の動物プランクトンにとって脅威となっている:2328。
北極海では冬に海氷が一部再形成するものの、温暖化が進むにつれて海氷消失はますます頻繁に発生すると予想され、ホッキョクグマなどの海氷に依存する動物相にとって大きな脅威となる。人間にとっては北極海横断貿易ルートがより便利になる可能性があっても、ロシアなど複数国が北極圏に数十億ドル規模のインフラを持っており、それらは基盤となる永久凍土の融解によって崩壊の危機に瀕している。さらに北極圏の先住民族は長い間、この氷に覆われた環境と共存してきたが、その文化的遺産の喪失に直面している。
さらに北極の変化はこの地域を超えた広範な影響をもたらす。海氷の喪失は北極の温暖化を促進するだけでなく、アイス・アルベド・フィードバックを通じて地球全体の気温上昇にも寄与する。永久凍土の融解は、大国からの排出量に匹敵する量の温室効果ガスを排出する。グリーンランドの氷床の融解は、すでに地球規模の海面上昇の主要因となっている。温暖化がある閾値を超えた場合約1万年のスケールで氷床全体が消失し、それがさらに海面上昇を引き起こす重大なリスクがある。さらに確証度は低いものの、北極の温暖化はジェット気流の安定性に影響を及ぼし中緯度地域の異常気象をも引き起こす可能性さえあるとされている。

## 物理的な環境影響

### 北極圏温暖化増幅
極域温暖化増幅とは、正味放射バランスの変化（例えば温室効果の増大）が惑星全体の平均よりも極付近の気温に大きな変化をもたらす現象であり、一般的には極域の温暖化と熱帯の温暖化の比率で表される。長波放射の宇宙への放出を制限できる大気すなわち温室効果ガスを大気中に持つ惑星では、表面温度は単純な惑星平衡温度計算で予測されるよりも高くなる。大気または広大な海洋が極域に向かって熱を輸送できる場合、極域はより暖かくなり、赤道地域はそれぞれの地域の正味放射バランスで予測されるよりも低くなる。すなわち地球の平均気温が高くなると最も温暖化するのは両極域である
2007年時点で、1995年～2005年の期間は少なくとも17世紀以降で最も暖かい北極の10年間であり、1951年～1990年の平均気温よりも2℃高かった。この期間アラスカとカナダ西部の気温は3～4℃上昇した。2013年の研究では、この地域の気温が現在のレベルに達したのは少なくとも44,000年前、あるいは最大で120,000年前以来であることが示された。2013年以降北極の年間平均地表気温（SAT）は、1981年～2010年の平均よりも少なくとも1℃高い状態が続いている。 

2016年1月から2月にかけて極端な気温異常が発生し、北極の気温は1981年～2010年の平均よりも4～5.8℃高かった。2020年の平均SATは、1981年～2010年の平均よりも1.9℃高かった。2020年3月・4月・5月の北極の平均気温は通常よりも10℃高く、6月20日には北極圏内で初めて38℃（100°F以上）の高温が観測された。これは本来2100年頃に予測されていたものである。その年7月に発表された帰属研究によれば、この熱波は人為的な温暖化がなければ8万年に1回しか起こりえない現象である。 

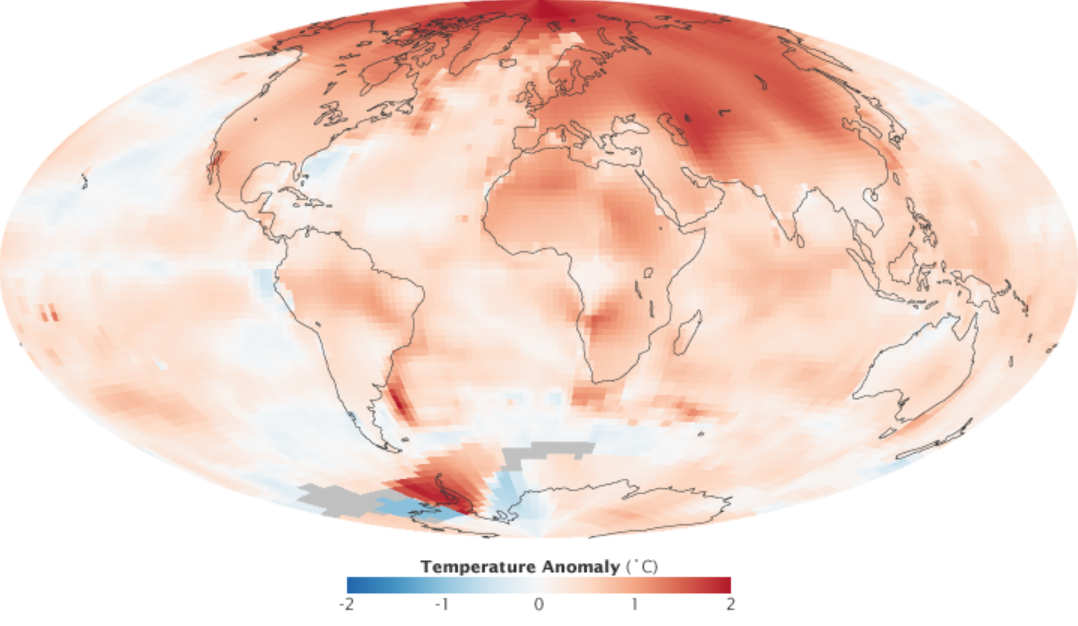
NASAゴダード宇宙科学研究所による2000～2009年の地球表面温度傾向（赤色は長期平均より2℃高温）。北極圏では全体に強い温暖化増幅が見られ、南極では温暖化は西部に集中している。

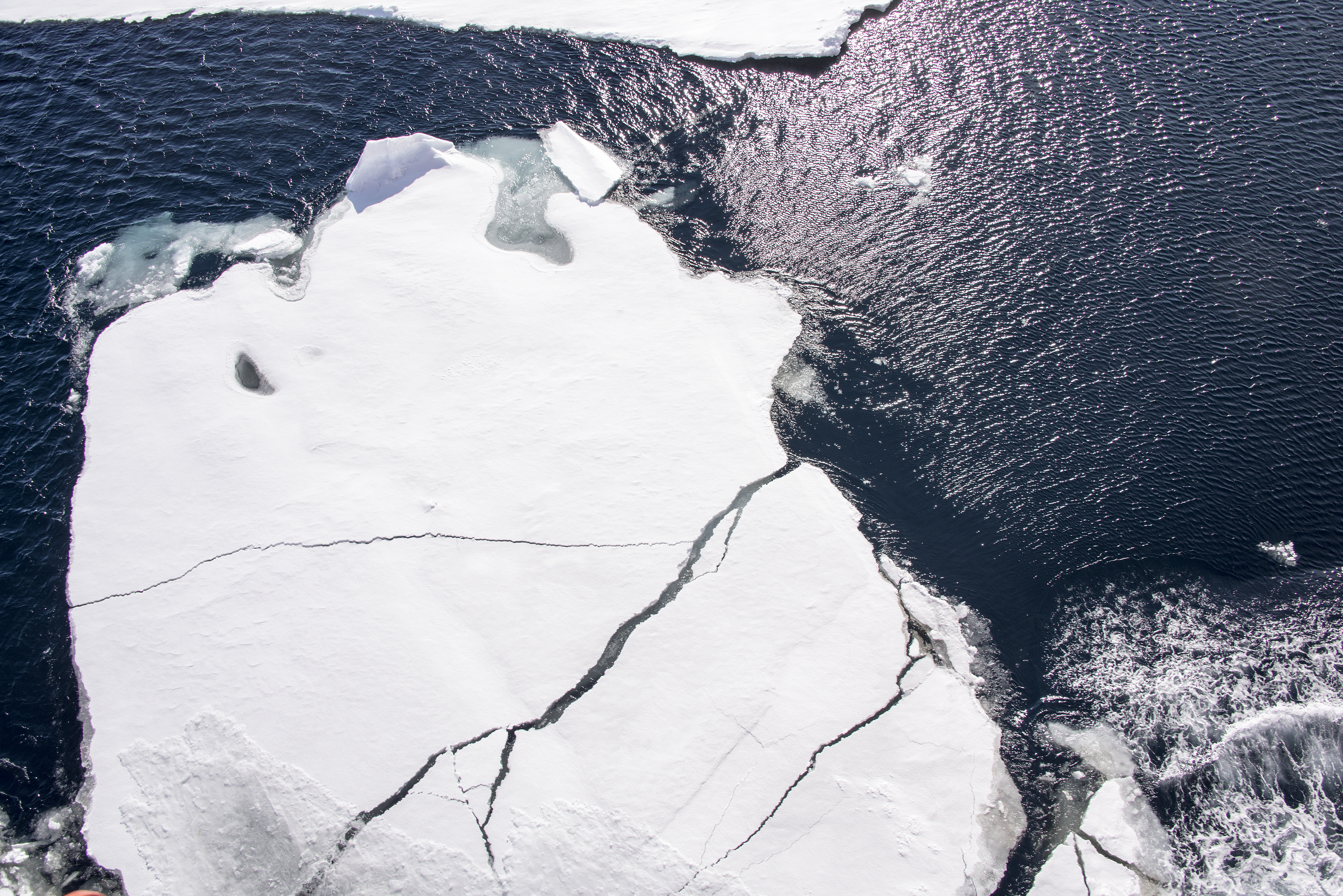
アイス・アルベド・フィードバック：暗い海洋表面は入射する太陽放射のわずか6%しか反射しないのに対し、海氷は50～70%を反射する。

アイス・アルベド・フィードバックは地域の気温に大きな影響を及ぼす。特に氷床や海氷の存在により、北極と南極の気温はそれらが存在しない場合よりも低く保たれている。その結果北極海氷の減少は、1979年（北極海氷の連続衛星観測が開始された年）以降、北極が地球平均の約4倍の速さで温暖化している主な要因の1つと考えられている。
モデル研究によると、北極圏温暖化増幅が強く現れるのは大規模な海氷の喪失が発生する月に限られ、シミュレーションで氷が一定に保たれた場合この効果はほぼ消失する。他方、南極では氷床は安定しており特に東部南極氷床は海抜4キロメートル近くに達する厚さがあるため、過去70年間で南極の温暖化は全体的でなく西部南極に集中している。南極の氷の損失とそれによる海面上昇はもっぱら南極海の温暖化によって引き起こされており、1970年から2017年の間に全海洋が吸収した熱の35～43%がそれに関与したと見積もられた。
アイス・アルベド・フィードバックは、地球全体の気温にも小さいながらも重要な影響を与えている。1979年から2011年の間の北極海氷減少は0.21ワット/平方メートル（W/m²）の放射強制力をもたらし、これは同期間の二酸化炭素増加による放射強制力の約4分の1に相当する。産業革命以降の温室効果ガスの累積放射強制力と比較すると、これは2019年の亜酸化窒素（0.21W/m²）と同程度であり、2019年のメタン（0.54W/m²）の約半分、累積二酸化炭素増加（2.16W/m²）の約10%に相当する。1992年から2015年の間、この効果は南極の海氷増加による冷却効果（0.06W/m²/10年）によって部分的に相殺された。しかし南極海氷もその後減少し始め、1992年から2018年までの氷の変化の総合的な影響は、人為的温室効果ガス排出量の約10%に匹敵する。
北極圏は歴史的に地球平均の2倍の速さで温暖化しているとされてきたが、この推定は古い観測データに基づいており最近の加速を考慮していなかった。2021年までに、北極圏が地球平均の3倍の速さで温暖化していることを示すのに十分なデータがあり、1971年～2019年の間に3.1℃上昇し、同期間の地球全体の1℃上昇を大きく上回っていることが示された。この推定では北極圏を北緯60度以北と定義しており、これは北半球の3分の1に相当する。しかし2021～2022年の研究では、1979年以降の北緯66度以北の北極圏の温暖化速度は地球平均の約4倍に達していることが示された。特にバレンツ海地域でさらに強い北極圏温暖化増幅ホットスポットが存在し、西スピッツベルゲン海流沿いの気象観測所では地球平均の7倍もの速さで10年ごとに気温が上昇している。このためバレンツ海の海氷は、地球の気温が1.5℃上昇するだけでも永久に消失する可能性があると懸念されている。
北極圏温暖化増幅の加速は直線的ではない。2022年の分析によると、1986年頃と2000年以降の2回の急激なステップで発生している。最初の加速はこの地域での人為的な放射強制力の増加によるものであり、1980年代にヨーロッパで酸性雨対策として成層圏の硫黄エアロゾル汚染を減少させたことと関連している可能性が高い。硫酸塩エアロゾルは冷却効果を持つため、それが減少したことで北極の気温が最大0.5℃上昇したと考えられる。2回目の加速の原因は不明でありいかなる気候モデルでも再現されていない。これはおそらく数十年規模の自然変動の一例であり、北極の気温と大西洋数十年変動（AMO）の関係が示唆されている。この場合将来的に反転する可能性があるが、最初の増幅ですら現行のCMIP6モデルの一部でしか正確に再現されていない。

### 海氷の喪失

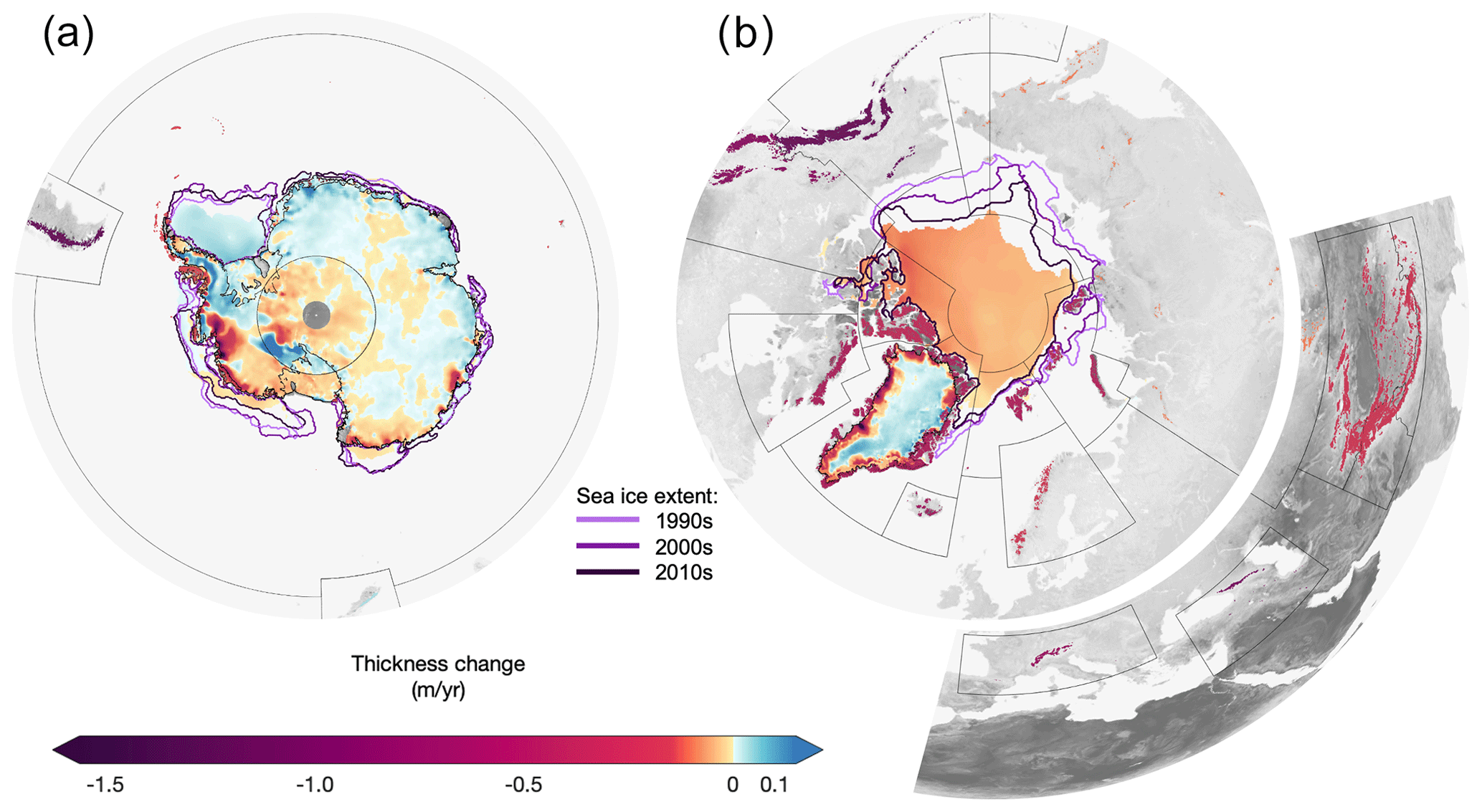
陸上の氷の厚さは年々減少し海氷の範囲も縮小している。 (a) 南半球と (b) 北半球の氷の厚さの平均変化率。南極大陸 (1992～2017年) とグリーンランド氷床 (1992～2018年) の厚さ減少は赤色（0.5メートル/年）から黒色（1.5メートル/年）になるほど大きいことを示す。それぞれのパネルで海上域の薄紫・紫・黒色の線はそれぞれ1990年代・2000年代・2010年代の海氷域を示す。

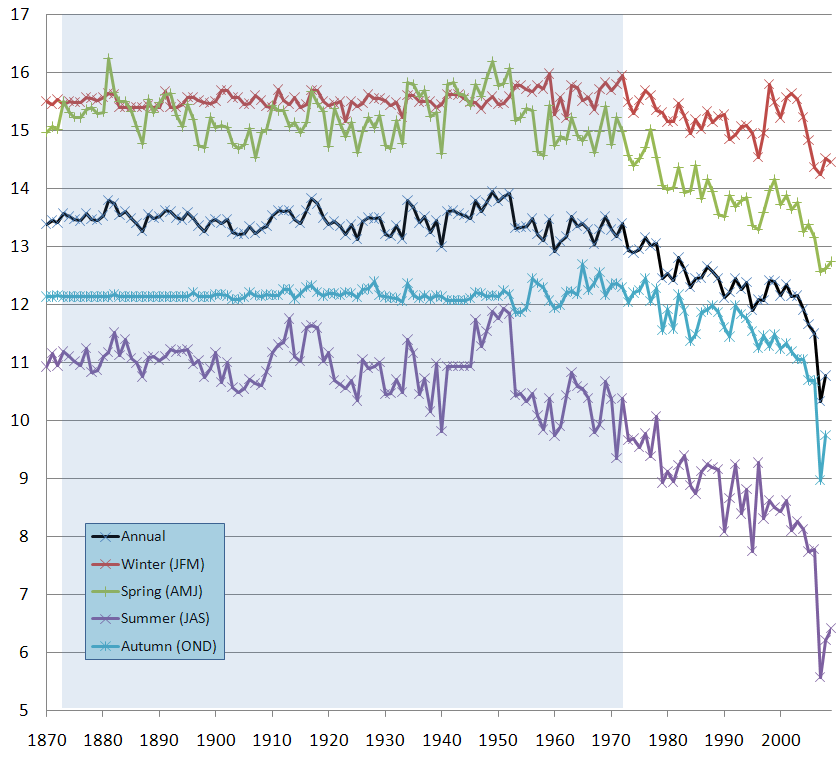
1870–2009年の北半球の海氷面積（単位：百万平方キロメートル。青い陰影部分は人工衛星時代以前（1972年以前）を示し、そのデータは信頼性が低い。）2007年ころから急激に減少している。

北極域の海氷は近年、気候変動によって面積・体積ともに減少し夏の融解量が冬の再凍結量を上回るようになった。21世紀初頭にかけて北極圏の海氷減少は加速しており、その速度は10年ごとに4.7%減少（最初の人工衛星観測記録以来50%以上減少）している 。夏季の海氷は21世紀の間に消失すると考えられている。
この地域の気温は少なくとも過去4,000年間で最も高い。さらに北極全域の氷融解期間は1979年から2013年にかけて10年ごとに5日ずつ長くなっており、主に秋の再凍結の遅れが原因となっている。IPCC第6次評価報告書（2021年）は、2050年までに少なくとも一部の9月で北極の海氷面積が100万平方キロメートルを下回る可能性が高いとしている:1249。 2020年9月米国国立雪氷データセンターは、2020年の北極海氷が3.74百万平方キロメートルにまで縮小し、1979年の記録開始以来2番目に小さい面積になったと発表した。地球は1994年から2017年の間に28兆トンの氷を失い、そのうち北極海氷が7.6兆トンを占める。氷の損失速度は1990年代以降57%上昇している。2025年4月日本の宇宙航空研究開発機構（JAXA）と国立極地研究所は、当年冬季に観測された北極圏海氷の最大面積が、観測を開始した1979年以降で最小の1379万平方キロメートルだったと発表した。

### グリーンランド氷床の融解

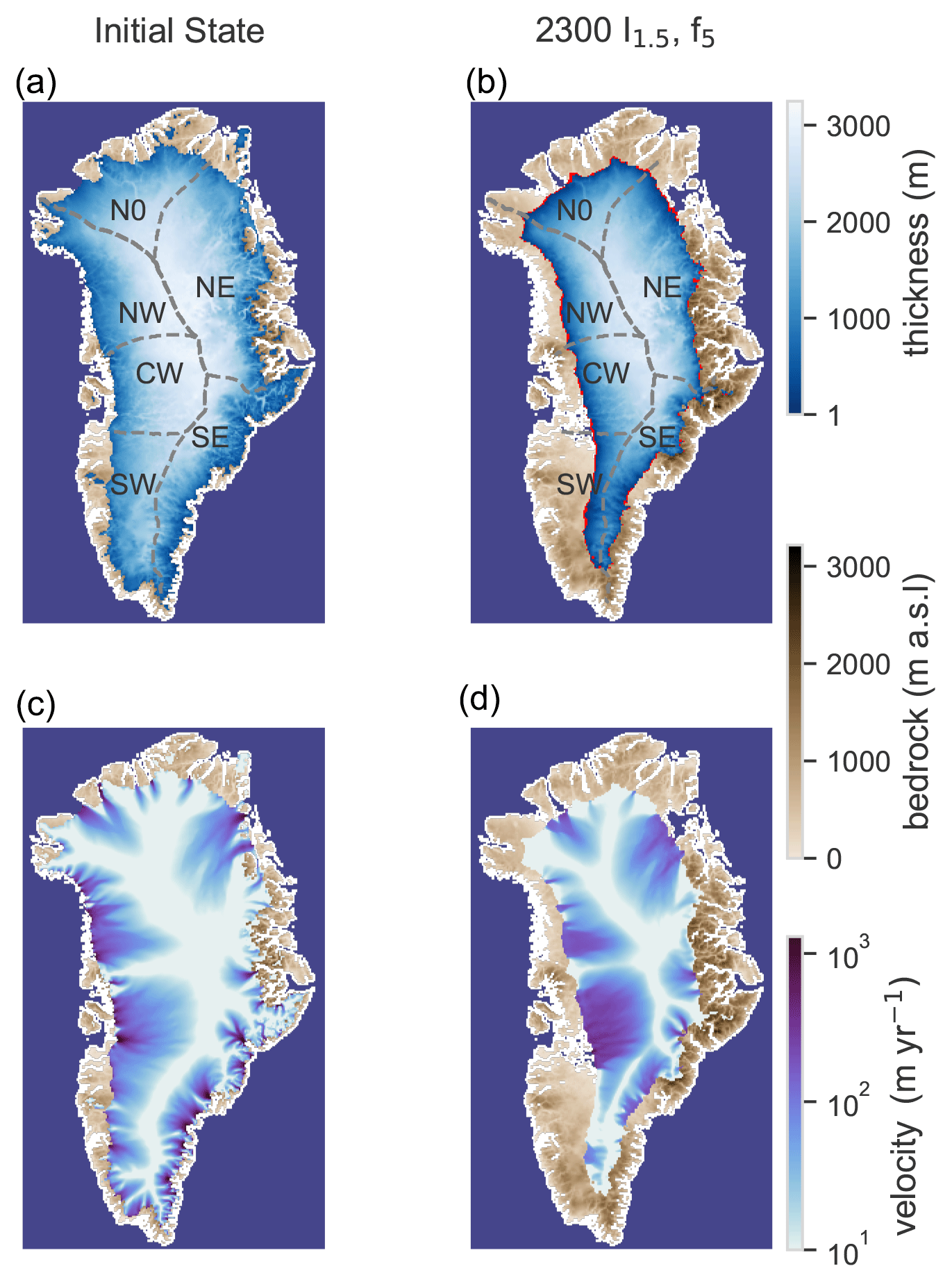
最悪の気候変動シナリオ（RCP8.5）において、グリーンランド氷床が2300年までにどれほど縮小するか（上半分）と、その残存氷がどれほど速く流動するか（下半分）についての2023年の予測。

グリーンランド氷床は世界で2番目に大きな氷塊を形成する氷床である。平均厚さは1.67キロメートル、最大では3キロメートルを超える。南北方向にほぼ2,900キロメートルにわたり、北端近くの北緯77°付近では最大幅1,100キロメートルに達する。氷床の面積は1,710,000平方キロメートルで、グリーンランドの地表の約80%を占め、南極氷床面積の約12%である。科学文献ではグリーンランド氷床（Greenland ice sheet）はしばしばGISまたはGrISと略される。
グリーンランドには少なくとも1,800万年前から大規模な氷河や氷帽が存在していたが、約260万年前に島の大部分を覆う単一の氷床が形成された。それ以来氷床は著しく拡大 と縮小を繰り返してきた。グリーンランドで最古の氷は約100万年前のものである。人為的な温室効果ガスの排出により氷床の温度は過去1,000年間で最も高くなっており、少なくとも過去12,000年間で最も速い速度で氷が失われている。
毎年夏になると氷床の一部が融解し氷壁が海へ崩れ落ちる。通常であれば冬の降雪によって氷床は補充されるが、地球温暖化により1850年以前と比べて2～5倍の速度で融解が進んでおり1996年以降は降雪が追いつかなくなっている。パリ協定の目標である2℃未満の上昇に抑えられたとしても、グリーンランドの氷融解だけで今世紀末までに全地球海面上昇が約6センチメートルに達するとされる。温室ガス排出削減がなされない場合、2100年までに約13センチメートル:1302、最悪のケースでは約33センチメートル上昇する可能性がある。比較までにこれまでに1972年以降の融解による海面上昇は1.4センチメートルであり、1901年から2018年までの全体の海面上昇は15～25センチメートルだった:5。
グリーンランド氷床の融解水には氷床表面の微生物活動や氷の下にある古代の土壌や植生の残骸に由来する溶存有機炭素が含まれている。 氷床全体の下には純粋炭素で約0.5～27億トンが存在し、これは北極圏永久凍土に含まれる炭素1,400～1,650億トンや、年間約400億トンに達する人為的な二酸化炭素排出量:1237と比べるとはるかに少ない。しかし融解水を通じたこの炭素の放出は、二酸化炭素排出量を増加させることで気候変動のフィードバックを引き起こす可能性がある。

### 湖の状態変化
2025年1月に発表された研究によると、グリーンランドの湖は記録的な高温と降雨により駆動された状態変化により、「青色」（より透明）から「茶色」（より不透明）への「急激で一貫した、気候による変化」を示したと報告された。この変化は湖の物理的・化学的・生物学的特徴の多くを変化させ、これまでに前例のない状態変化であるとされた。

### 降水
気候変動の観測された影響の一つは、北極圏における雷の大幅な増加である。雷は山火事のリスクを高める。  
いくつかの研究によると、地球全体で産業革命前の水準より1.5℃を超える温暖化が進むと、夏や秋に北極圏に雪でなく雨が降る可能性がある

## 生物環境の変化

### 北極圏植生

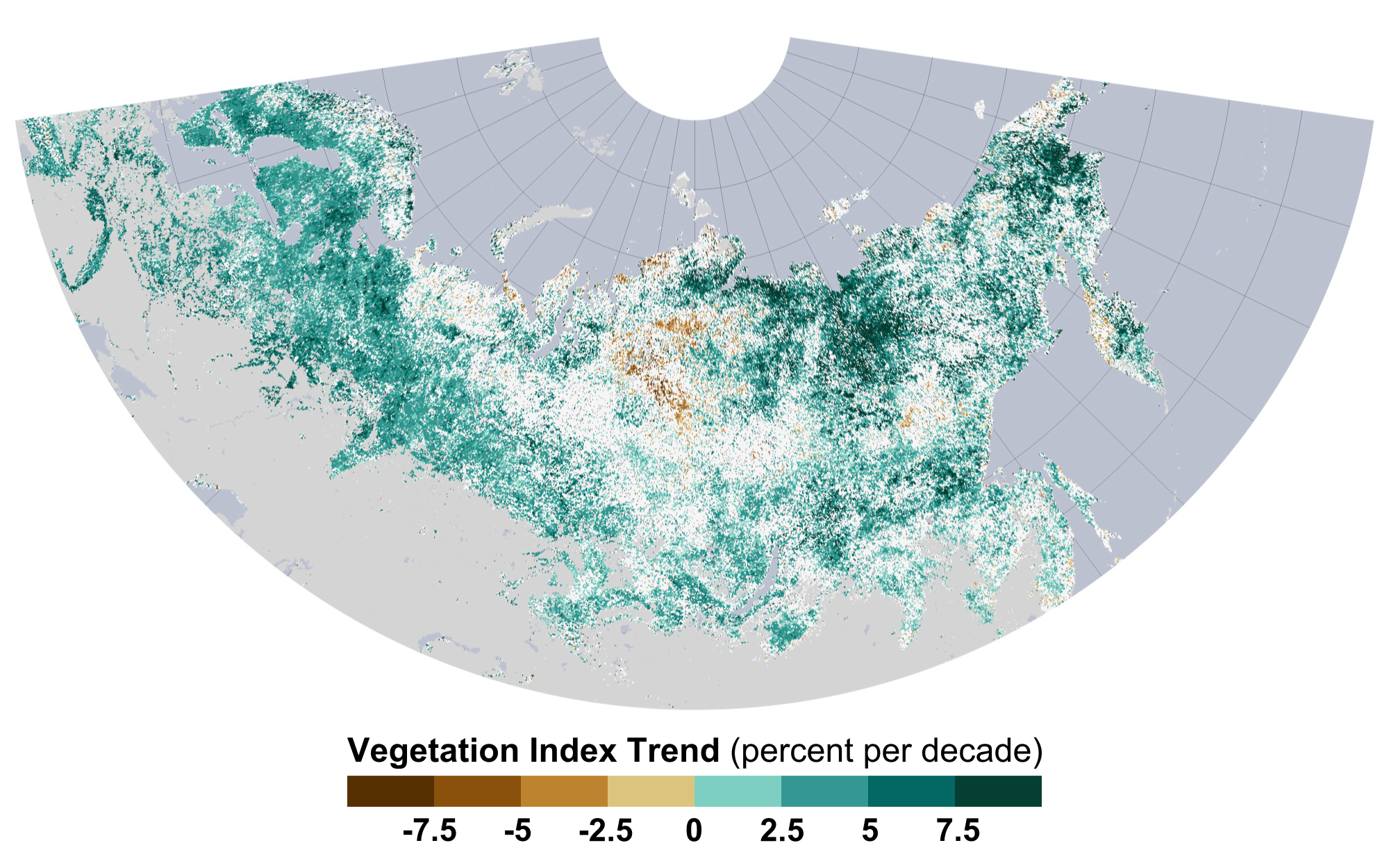
ユーラシア北極圏緑化の傾向、2011年

気候変動は北極圏の植物相に強い影響を与えると予測されており、その一部はすでに観測されている。NASAとNOAAは、中分解能撮像分光放射計（MODIS）や高性能放射計（AVHRR）などの人工衛星機器を用いて、北極圏の植生を継続的に監視している。これらのデータにより北極圏緑化と褐色化を計算することができる。1985年から2016年の間に、ツンドラの観測地点のうち37.3%で緑化が進行しているのに対し、褐色化は4.7%の地点でのみ確認されており、これは依然として冷却と乾燥が進んでいる地域に集中している。その他の地域では温暖化と湿潤化が進行している。 

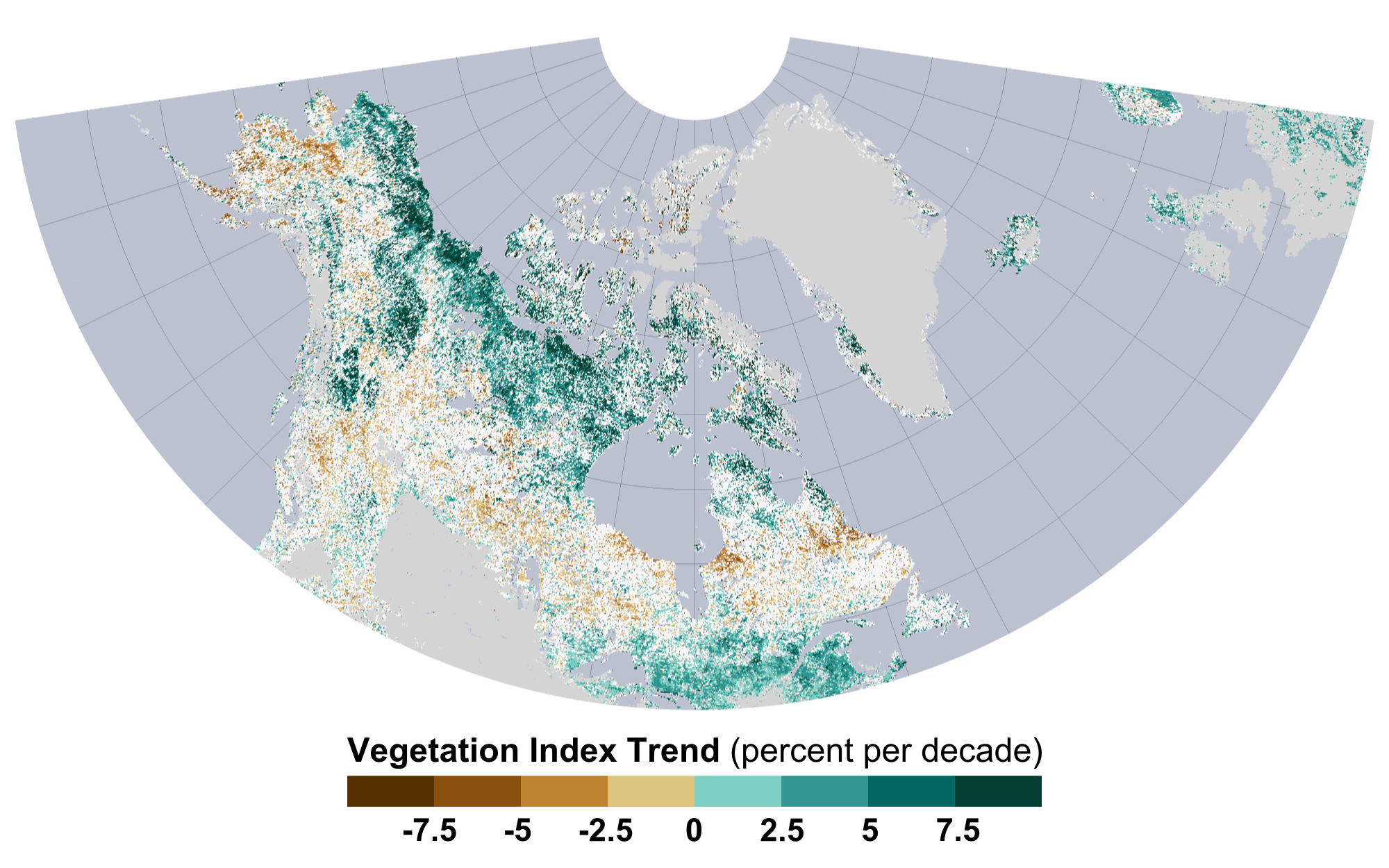
北米北極圏緑化の傾向、2011年

この北極圏植生拡大はすべての植物種に等しく影響を及ぼしているわけではない。大きな傾向としてコケ類や地衣類が優勢だった地域が、低木植物に置き換わっている。この変化は、ツンドラ生態系が地球上の陸地生態系の中で最も急速に変化していると考えられる要因の一つとなっている 。コケ類や地衣類への直接的な影響は種レベルの研究が非常に少なく明確ではない。しかし温暖化により変動が激しくなり、極端な現象がより頻繁に発生する可能性が高い。低木の分布範囲とバイオマスが増加する一方で、モスカンピオンのようなクッション植物は減少する可能性がある。クッション植物は異なる栄養段階にわたって他の生物を助ける役割を持ち多くの環境において重要な生態的ニッチを占めているため、その減少は生態系の機能や構造に深刻な連鎖的影響を及ぼしうる。
これらの低木の拡大は、アルベド効果などの他の重要な生態系動態にも強い影響を及ぼす可能性がある。というのも低木が増えると冬のツンドラ地表は、雪に覆われた均一な状態から枝が突き出て雪を乱す混在状態（すなわち光をより多く吸収）へと変化するからである。それにより雪面のアルベド効果は最大55%低下し、地域および全地球的な温暖化の正のフィードバックループを引き起こす。アルベド効果の低下により、植物による放射の吸収が増え地表温度が上昇し、地表と大気のエネルギー交換に影響を与え、永久凍土の熱環境を変化させうる。また植生変化は炭素循環にも影響を与えており、ツンドラの一部が低木に覆われることで、炭素循環がタイガに近いものとなる。これにより炭素循環速度が加速し、温暖化に伴い永久凍土の融解と炭素放出が増加する一方で、成長が促進された植物による炭素吸収も増加する。このバランスがどの方向に傾くかは明確ではないが、研究によると最終的には大気中の二酸化炭素濃度が増加する可能性が高いとされている。
一方で、北アメリカのタイガは温暖化に対して異なる反応を示している。多くの地域で緑化が進行しているものの、その傾向は北極圏のツンドラほど強くはなく、低木の増加と成長の促進が主な変化であり、観測期間中に褐色化が進行している地域もあった。干ばつ・森林火災の増加・動物の行動変化・工業汚染など、複数の要因が褐色化に寄与している可能性がある。

### 陸生生物

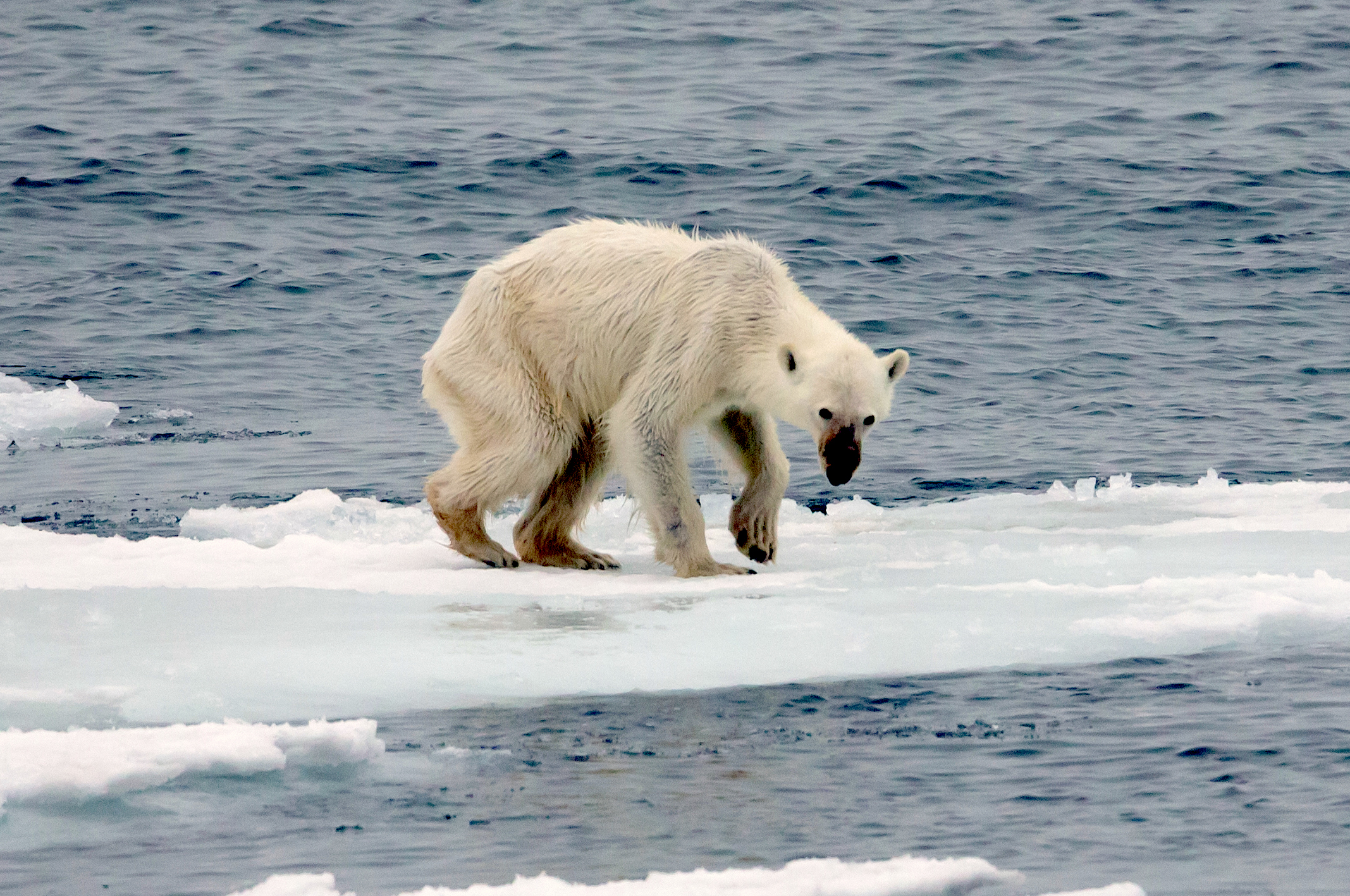
海洋温暖化により氷が以前よりもはるかに少なく、豊富な獲物に恵まれる高緯度北極圏の密集した海氷へと移動できないホッキョクグマが増えている。多くの場合彼らは、この写真の個体のように飢餓に苦しみ痩せ衰え死に至る。

北極の温暖化は、ホッキョクギツネやトナカイなど北極圏固有の哺乳類に悪影響を及ぼしている。2019年7月には200頭のスバールバル・トナカイが餓死しているのが発見された。これは気候変動による降水量の低下が一因と考えられている。これは種の長期的な減少傾向の一例にすぎない:2327。米国地質調査所（USGS）の研究では、ホッキョクグマは北極海の海氷が縮小することでアラスカから絶滅する可能性があるが、カナダ北極諸島やグリーンランド北部沿岸の一部には生息地が残る可能性があるという。 
純粋な北極気候が徐々に亜北極気候に置き換わるにつれて、これに適応した動物が北上している:2325 。例えば進出したビーバーはビーバーダムを作ることでかつて永久凍土であった地域を水没させ、凍土の融解やそこからのメタン放出を引き起こしうる。そのような移入種は北極固有種を直接置き換える可能性があり、またグリズリーとホッキョクグマの交雑種のように、南方の近縁種との交雑により遺伝的多様性の低下を引き起こす。さらにブルセラ病やアザラシジステンパーウイルスのような感染症が、寒冷環境によって隔てられていた生物相に広がる可能性がある。海洋哺乳類においては、海氷の減少が感染症の拡大を促進する要因となる可能性がある。

### 海洋生物

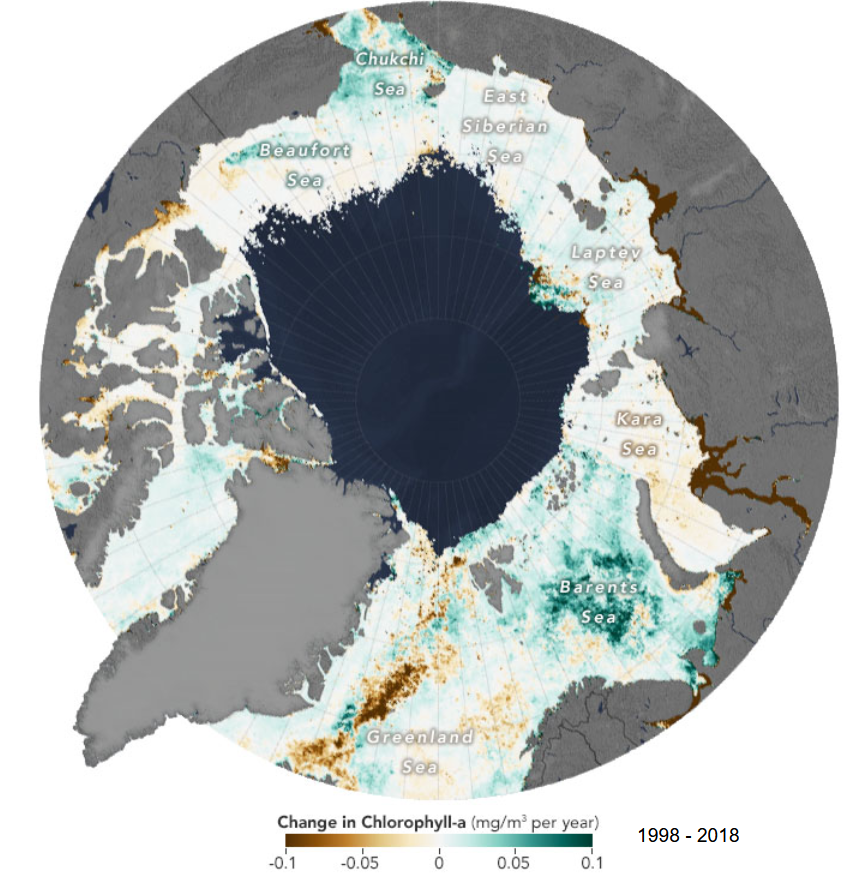
1998年以来の北極圏における植物プランクトンバイオマスの増加。温暖化が著しいバレンツ海では特に著しい増加が見られる。

海氷の減少によりより多くの日光が植物プランクトンに届くようになり、1998年から2020年の間に北極の年間海洋一次生産が30%以上増加し:2327北極海はより強力な炭素吸収源となった。それでも全海洋の炭素吸収量の5～14%に過ぎないが、将来的にはより増大すると予測されている。2100年までに、低排出シナリオでは2000年比で北極海の植物プランクトンのバイオマスが約20%増加し、高排出シナリオでは30～40%増加すると予測されている:2329。
タイセイヨウダラは温暖化した海水の影響で北極圏のより深い地域へ移動できるようになった一方で、Polar codや北極圏固有の海洋哺乳類は生息地を失いつつある:2327。 多くのカイアシ類は減少傾向にあり、それらを捕食するスケトウダラやヒラメ類などの魚の個体数もおそらく減少する:2327 。これは北極の沿岸に生息する沿岸鳥類にも影響を与えている。例えば、2016年には魚類の多くが北へ移動したためアラスカで約9000羽のツノメドリやその他のシギ・チドリ類が餓死した。沿岸鳥類の繁殖成功率は温暖化により上昇していると観察されているものの、この利点は鳥類の繁殖時期と他の生物のライフサイクルとのズレ（生物季節学的ミスマッチ）によって相殺されうる。ワモンアザラシやセイウチなどの海洋哺乳類も温暖化の影響を被っている。 

## 北極圏からの温室効果ガス排出
2024年には気候変動の影響、特に気温上昇や山火事の影響により、北極は炭素吸収源から炭素排出源へと変化した。

### 永久凍土炭素

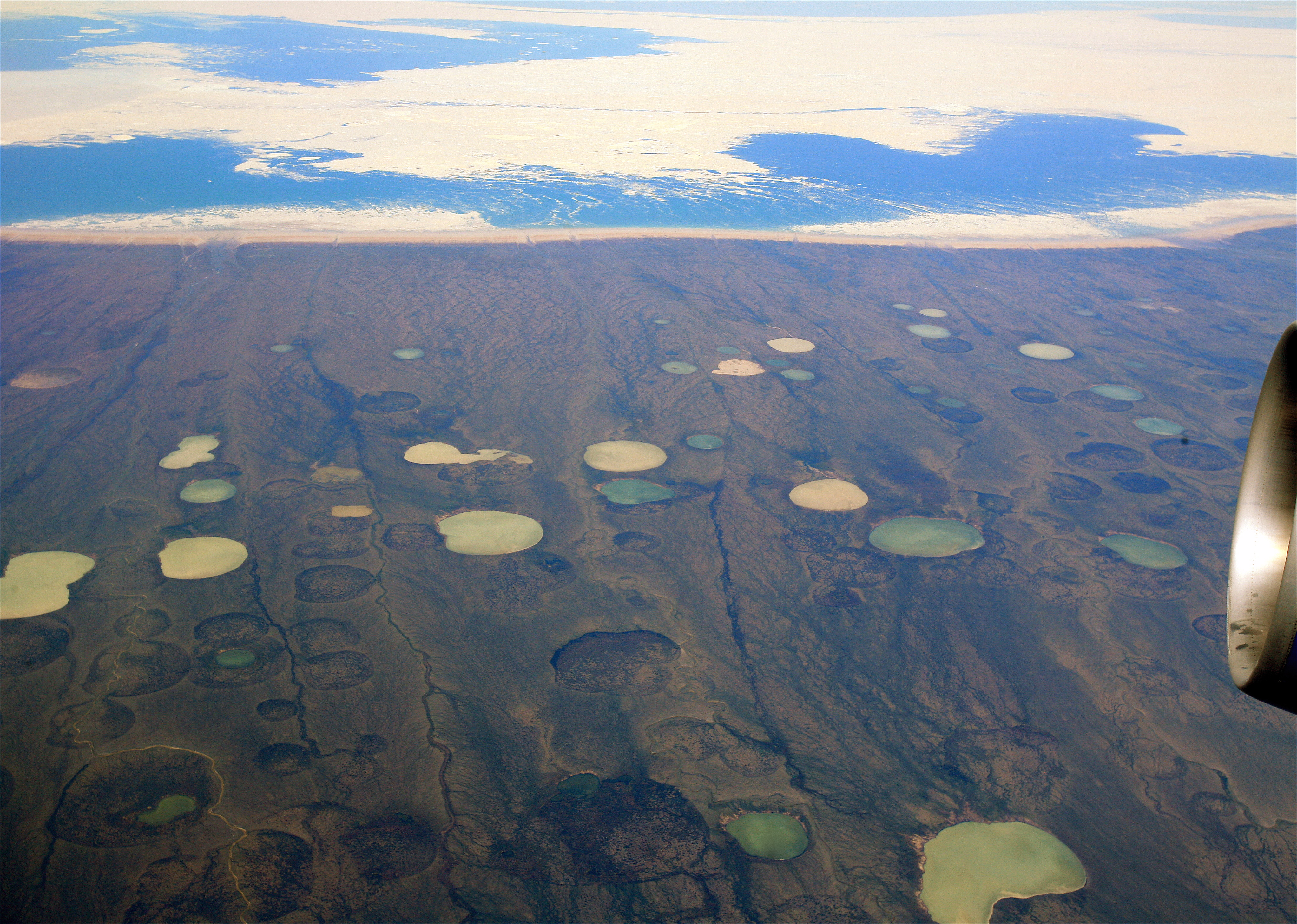
永久凍土が融解して生じた池、カナダ北部バフィン島

永久凍土は北極圏の水文学的システムや生態系にとって重要な構成要素である。 北半球陸域の約1800万平方キロメートルが永久凍土である。そこには総土壌有機炭素（SOC）量が1460～1600ペタグラム（1ペタグラム＝10億トン）と推定されており、これは現在大気中に存在する炭素の2倍に相当する。
温暖化により永久凍土が融解する活性層が深くなり、かつて閉じ込められていた炭素が生物学的プロセスを経て二酸化炭素やメタンとして大気中に放出される。炭素排出はさらに温暖化を促進しそれがさらなる融解を引き起こすため、これはよく知られた気候変動の正のフィードバックである。
永久凍土融解の急速さは、"中間"シナリオの代表的濃度経路（RCP）4.5では70年以上は解凍から免れるとされていた3箇所の永久凍土が2019年に急激に解凍されたことで明白になった。 2020年のシベリアの熱波の影響でさらに別の解凍も発生、北部のタイミル半島全体でRTSが82箇所から1404箇所と実に17倍も増加し、その結果土壌炭素の動員が28倍増加、半島全体で1平方メートルあたり年間平均11グラム（5ないし38グラム）もの炭素に達した。　2025年には、シベリア・サハ共和国に1960年代に出現したバタガイカ・クレーターが直径1kmに達し、より深い永久凍土層が露出している。
永久凍土融解は局所的な閾値を持ち不可逆的な性質を示すため、2022年時点で主要な気候ティッピングポイントの一つとして数えられている。 局所的または地域的には自己増幅的なプロセスが存在するものの、全地球的な転換点の厳密な定義を満たすかどうかについては2024年時点では議論が続いている。

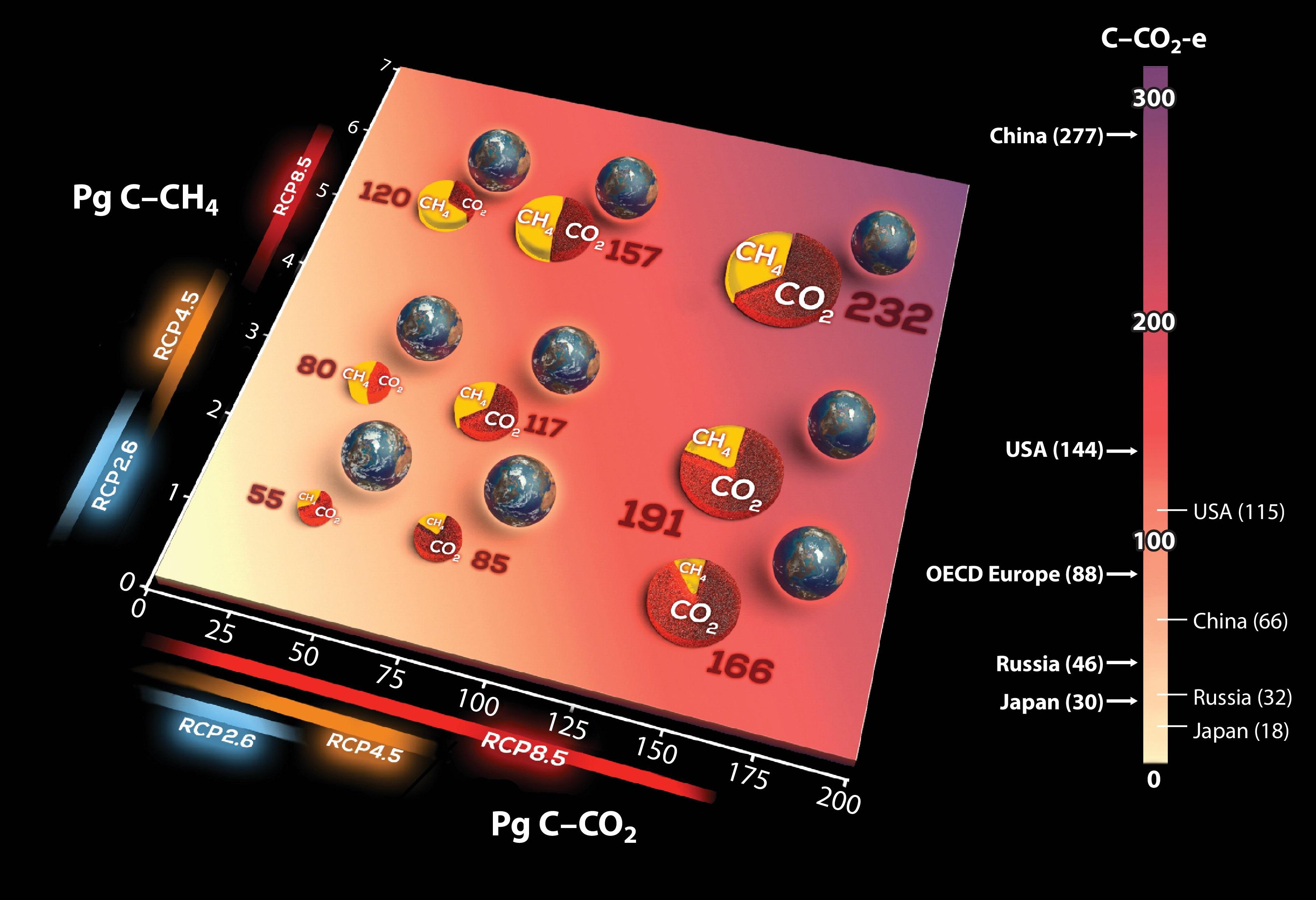
（左）21世紀における永久凍土融解による温室効果ガス排出の9つのシナリオ。低・中・高排出の代表的濃度経路（RCP）に対応する二酸化炭素（CO2）とメタン（CH4）の排出量の限定的・中間的・激甚的反応量が示されている。（右）示された各大国の換算二酸化炭素排出量。棒の右側はその国の産業革命以来の累積排出量、左側はその国が2019年時点の排出量を今後も変えない場合のその国の21世紀の累積排出量である。

北極圏の永久凍土には1400～1650億トン炭素相当の有機物が数千年にわたって蓄積されており、これは全土壌中の有機物の約半分であり、これは大気中の炭素量の約2倍に匹敵し産業革命開始から2011年までの人為的炭素排出量の約4倍にも及ぶ。さらにその多く（約1035億トン）は地表から3メートル以内の浅層にある。そのうち大気中に放出されるのは一部にとどまると予測されているものの、 一般的に地表3メートルの永久凍土の体積は地球温暖化1℃ごとに約25%減少し:1283、21世紀末までに4℃を超える温暖化RCP8.5シナリオでは永久凍土炭素の約5~15%が数十年から数世紀の間に失われると予測されている。
全体としては永久凍土融解による累積温室効果ガス排出量は人為的累積排出量よりも小さいと予測されているが、それでも全地球的に見て相当な規模であり、一部の専門家はそれを森林破壊による排出量と比較している。IPCC第６次評価報告書は永久凍土から放出される二酸化炭素とメタンの総量は、1℃の温暖化につき二酸化炭素換算で14～175億トンに達すると推定している:1237。比較までに2019年時点での年間人為的二酸化炭素排出量は約400億トンである:1237。
2022年に発表された大規模なレビューによると、2℃温暖化を防ぐ目標が達成された場合、21世紀を通じた年間平均の永久凍土からの排出量は、2019年のロシアの年間排出量に相当する。RCP4.5のシナリオでは現在の軌道に近いと考えられ、温暖化が3℃未満にとどまるとされる。この場合年間の永久凍土からの排出量は2019年の西ヨーロッパまたはアメリカの排出量に匹敵する。一方高い地球温暖化と最悪の永久凍土フィードバックのシナリオでは、2019年の中国の排出量に近づくとされている。
温暖化の影響を直接的に示す研究は少ないが、2018年の研究では全地球温暖化が2℃に抑えられた場合、永久凍土の緩やかな融解によって2100年までに約0.09℃の追加的温暖化が発生すると推定された。2022年のレビューは、地球温暖化が1℃進むごとに、2100年までに約0.04℃、2300年までに0.11℃の追加的温暖化が生じるとし、約4℃の温暖化が進行すると、およそ50年以内に広範囲の永久凍土が急激に崩壊しさらに0.2～0.4℃の温暖化を引き起こしうるとしている。

### ブラックカーボン（煤煙炭素）

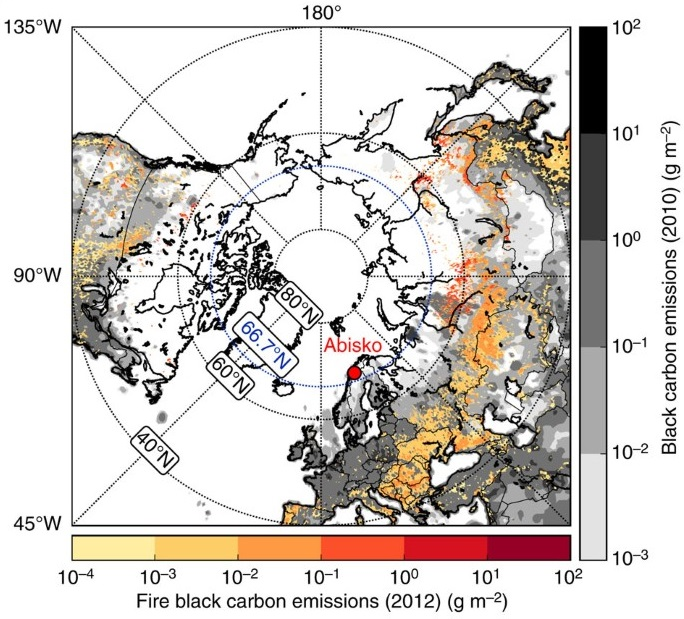
2012年に北スウェーデンアビスコの研究所で測定された、北極周辺の火災および人間活動によるブラックカーボン排出量

北極圏航行船の重油燃焼が排出するブラックカーボンは、大気中で太陽放射を吸収し、雪や氷の表面に沈着するとアルベドを大幅に低下させるため、雪や海氷の融解を加速させる。2013年の研究によれば北極に沈着するブラックカーボンの40%以上は石油採掘現場でのガスフレアリングによる。2019年の研究によれば北極圏表面のブラックカーボンの56%がロシアからの排出物であり、次いでヨーロッパ、さらにアジアも大きな供給源である。2015年の研究は、ブラックカーボンおよび短寿命温室効果ガスの排出を2050年までに約60%削減すれば、北極の気温を最大0.2℃冷却できるとした。しかし2019年の研究は、ブラックカーボン排出は船舶活動（特に漁船）の増加により継続的に増加すると指摘している。
北極圏の森林火災の発生数は増加している。2020年には北極の森林火災による二酸化炭素排出量が過去最高の244メガトンに達した。これは主に炭素を豊富に含む泥炭地が燃焼したためである。これら泥炭地は水分を多く含む植物の蓄積によって形成され、主に北極圏緯度範囲に分布し、温暖化によって燃えやすくなっている。また泥炭地の燃焼により多くの泥炭が解けてさらに火災の発生確率を高める。森林火災による煙のうちブラウンカーボンと定義される成分も北極の温暖化を促進し、その温暖化効果はブラックカーボンの約30%に相当する。森林火災の増加と温暖化は相互に影響し合い、さらなる正のフィードバックを引き起こす。

### メタンクラスレート崩壊

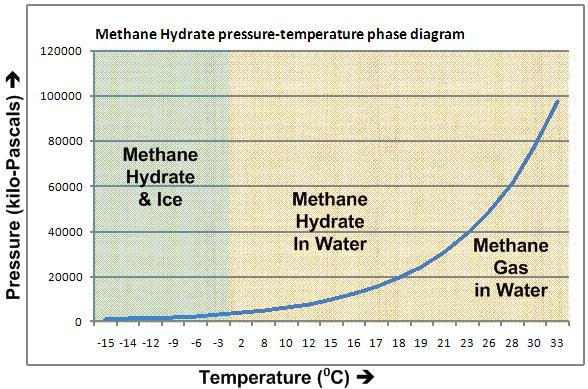
メタンクラスレートは、周囲の温度が上昇するとメタンガスとして周囲の水柱や土壌中に放出される。

クラスレートガン仮説は第四紀の急激な温暖化期の説明として提案された。この仮説は、海洋の中層上部の水の流れの変化が温度変動を引き起こし、結果として大陸棚斜面上部に蓄積したメタンクラスレートが断続的にメタンガスとして放散したというものである。メタンは二酸化炭素よりもはるかに強力な温室効果ガスであり、メタンの大気中での寿命は約12年だが、20年間の地球温暖化係数（GWP）は二酸化炭素の72倍、100年間でも25倍（エアロゾル相互作用を考慮すると33倍）である。この仮説では、これらの温暖化イベントがボンドサイクルやダンスガード・オシュガーサイクルなどの間氷期を引き起こした可能性も指摘されている。
2018年の研究では、メタンクラスレートによる気候変動への影響は今世紀末までには無視できる程度だが、千年スケールでは0.4～0.5 ℃に達する可能性がある。2021年のIPCC第６次評価報告書ではメタンクラスレートの放出が今後数世紀の間に気候システムを大幅に温暖化させる可能性は非常に低いとした。またこの報告書では、2014年7月以降にシベリアのヤマル半島で発見されたガス噴出クレーターの原因として、陸上のメタンクラスレートの寄与を示唆したが、陸地ではガスクラスレートは主に200メートル以上の深さで形成されるため、今後数世紀以内に大規模な放出が起こる可能性は低いとした。2022年の評価では、メタンクラスレートは（閾値のある）気候のティッピングポイントというよりも閾値のないフィードバックとしている。

## 地球のその他部分に対する影響

### 海洋循環

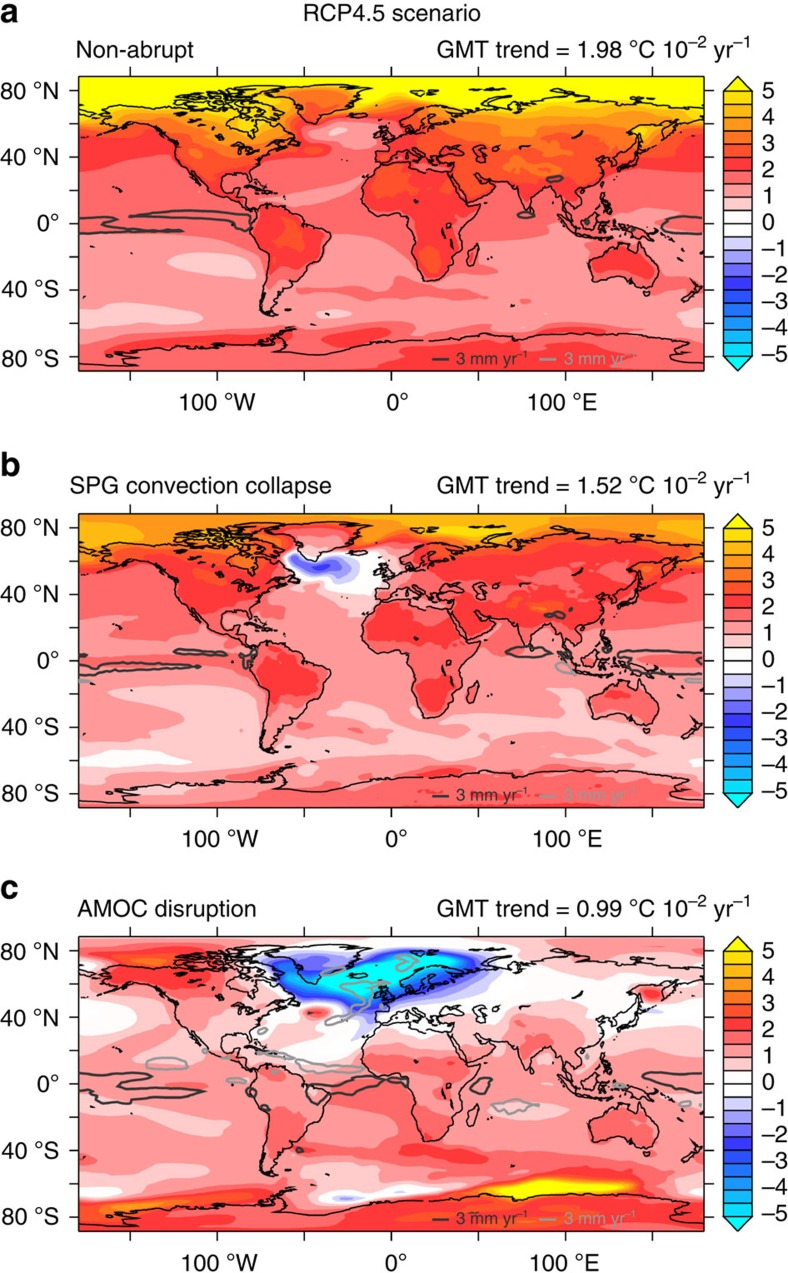
「中程度」の地球温暖化シナリオにおける21世紀の（上）温暖化のモデル予測、（中）亜極循環崩壊の可能性、（下）大西洋子午面循環全体の崩壊の可能性。

大西洋子午面循環（AMOC）は大西洋の主要な海洋循環であり:2238 、全地球海洋循環システムの重要な構成要素の一つである。AMOCは大気の温度や塩分濃度の変化によって駆動され、大西洋の表層および深層の海流を含み、地球全体の熱塩循環の半分を担っている（もう半分は南極海循環である）。
AMOC（大西洋子午面循環）は常に存在していたわけではなく、地球の歴史の大部分において、北半球の深層循環は北太平洋で発生していた。古気候学的証拠によると深層循環が太平洋から大西洋へと移行したのは、3400万年前の始新世-漸新世の移行期であり、このとき北極海-大西洋の水路が閉じ熱塩循環の構造を根本的に変えた。一部の研究は、気候変動によってこの変化が逆転しAMOCが停止した後に太平洋循環が再び確立される可能性を提唱している 。気候変動は表層水を温暖化させることと、グリーンランド氷床の融解による大量の淡水の流入や、北大西洋での降水量の増加により表層水の塩分濃度を低下させることでAMOCに影響を与える。これらの要因は表層と深層の密度差を拡大させ、循環を駆動する湧昇と沈降をより困難にする。
AMOCの著しい弱体化は循環の崩壊を招く可能性があり、一度崩壊すると容易には回復しないため、気候のティッピングポイントの一つにリストアップされている。AMOCの崩壊はヨーロッパの平均気温や降水量の著しい減少を引き起こし、極端な気象現象の増加などの深刻な影響をもたらしうる。
2021年IPCC第６次評価報告書は、21世紀の間にAMOCが「非常に高い確率で」衰退すると再び述べ、温暖化を逆転できれば、数世紀のうちにその変化は「高い確信度」で可逆的であるとした:19 。しかし第５次評価報告書とは異なり、21世紀末までにAMOCの崩壊を回避できる可能性の確信度について「高」ではなく「中」とした。この確信度の低下は、全球気候モデル内の循環安定性バイアスに注目したいくつかのレビュー研究 や、AMOCが（大規模モデルが示唆するよりも）急激な変化に脆弱である可能性を示唆する単純化された海洋モデリング研究の影響と考えられる。 第６次評価報告書の統合報告書は、すべてのシナリオにおいて21世紀の間に大西洋子午面循環が弱まるのは殆ど確実だが（確信度：高）、2100年以前に急激な崩壊が起こるとは予測されない（確信度：中）。しかしもしそのような事象が発生すれば、熱帯の降雨帯の南方移動など地域の気象パターンや水循環の急激な変化を引き起こし、生態系や人間活動に大きな影響を与える可能性が非常に高いと声明している。

### 中緯度圏天候
2000年代初頭以来、気候モデルは一貫して地球温暖化がジェット気流を極方向へ徐々に押しやることを示してきた。2008年には観測的証拠によってこれが確認され、1979年から2001年の間に北半球のジェット気流が年間平均2キロメートルの速度で北へ移動したことが証明され、同様の傾向が南半球のジェット気流にも見られた。気候科学者は、地球温暖化の結果としてジェット気流が徐々に弱まる可能性があると仮説を立てている。北極海氷減少・積雪の減少・蒸発散パターンの変化・その他の気象異常などの要因により、北極圏は地球上の他の地域よりも急速に温暖化している（「北極圏温暖化増幅」の項参照）。2021～2022年の研究では、1979年以降北極圏内の温暖化は地球全体の平均よりもほぼ4倍速く、バレンツ海周辺の一部のホットスポットでは、地球全体の平均の最大7倍の速度で温暖化が進行していた。
今日においても北極は依然として地球上で最も寒い地域の一つであるが、北極圏温暖化増幅により北極圏とより温暖な地域との間の温度勾配は、地球温暖化が進むごとに縮小していく。この温度勾配がジェット気流に強く影響を与える場合最終的にジェット気流は弱まり、その進路がより変動しやすくなる。その結果極渦からの冷気が中緯度に流出しやすくなりロスビー波の進行が遅れることで、より持続的で極端な気象が発生しやすくなりうる。
1997年の古気候復元研究では、温暖化の時期には極渦がより変動しやすくなり気候が不安定になると示唆されていたが、それ以後の気候モデルによる研究ではこれとは矛盾する結果が得られている。2010年のPMIP2シミュレーションでは、最終氷期最盛期において北極振動ははるかに弱く、より負の傾向を示していたとし、温暖な時期には北極振動はより強い正のフェーズを示し、その結果極渦の冷気流出が少なくなると示唆した。一方2012年のレビューは「21世紀に入ってから渦の平均状態に大きな変化が見られ、渦がより弱くより乱れやすくなっている」と指摘しており、これは上記の気候モデルと合致しない。また2013年の研究では当時のCMIP5モデルが冬季のブロッキング現象を大幅に過小評価する傾向があると指摘した。
2012年の別の研究では、北極の海氷減少と中緯度の冬季の大雪の間に関連がある可能性が示唆されていた。2014年の研究では、近年の北極圏温暖化増幅により北半球の寒冷季の気温変動が大幅に減少したことが示された。しかしこれら観測結果は短期間のものであるため長期的結論には考慮すべき不確実性がある。気候学的な観測には自然変動と気候の傾向を明確に区別するために数十年のデータが必要とされ、この点は2013年および2017年のレビューでも強調されている。2019年の研究では、50年間以上の観測データを持つ9116の観測点を含む世界中の35,182の気象観測データを分析し、1980年代以降中緯度の寒波が急激に減少していることが明らかにされた。
一方2010年代に収集され2020年に発表された長期観測データの分析によると、2010年代初頭からの北極圏温暖化増幅の強化は、中緯度の大気パターンには顕著な変化をもたらしていなかった。さらに、先の2010年のPMIP2シミュレーションでの知見により改良された最新のモデリングによる極域増幅モデル相互比較プロジェクト（PAMIP）の研究では、海氷の減少はジェット気流を弱め大気ブロッキングの可能性を高めるが、その影響はごく小さく年ごとの自然変動に比べても取るに足らないとされた。2022年の追跡研究では、PAMIPモデルが海氷減少によるジェット気流の弱体化を1.2～3倍過小評価していた可能性があるものの、それでも修正後の影響はジェット気流の自然変動のわずか10％程度に過ぎなかった。

## 人間社会への影響

### 領有権紛争
極域海氷の覆域が年々減少するにつれ、北極諸国（ロシア・カナダ・フィンランド・アイスランド・ノルウェー・スウェーデン・アメリカ・デンマーク（グリーンランドを含む））は、新たな航路や石油・ガス資源へのアクセスを確保するために地政学的な動きを強めており、地域内で領有権の重複が発生している。各国間で海洋境界をめぐる活動が活発化しており、内水・領海・排他的経済水域（EEZ）に関する重複する主張が国家間の摩擦を引き起こしている。
現在、公式な海洋境界の間には国家未帰属の国際水域の三角地帯がある。この未確定の領域は国連海洋法条約（UNCLOS）に基づき、大陸棚が現在の海洋境界を超えて国際水域にまで延びているという地質学的証拠を示すことで領有権を主張できるため、国際紛争の中心となっている。
いくつかの領有権紛争が依然として国際機関調停の対象である。北極点を含む広範囲の領域はデンマークとロシアが共に領有権を主張しており、その一部はカナダも争っている。北西航路は国際水域として広く認識されているが地理上カナダの領海内にある。そのためカナダは環境保護の観点から航行船舶数を制限しようとしているが、アメリカは異議を唱え自由な通航を主張している。

### 北極海航路
極地横断航路（北極圏横断航路とも）は北極海中央部を通り将来的に大西洋と太平洋を結ぶ航路である。北東航路や北西航路と異なり、このルートは主に北極諸国の領海を避け国際公海を通る。
海運会社にとっては北極圏横断航路は航路が短縮されるメリットがあり、氷の減少により安全性とアクセス性が向上するため、観光業の拡大も予測される。また鉱物資源や海底油田・ガス田へのアクセスも拡大するが、海氷の移動により資源の発見や管理は困難になる可能性がある。
2016年の経済分析では、アジアとヨーロッパ間の貿易ルートに著しい変化が起こり、スエズ運河交通量が大きく減少し北極海交通量が大幅に増加するが、これはすでに脅威にさらされている北極圏の生態系に大きな圧力をかける可能性があるとしている。

### インフラストラクチャー損害

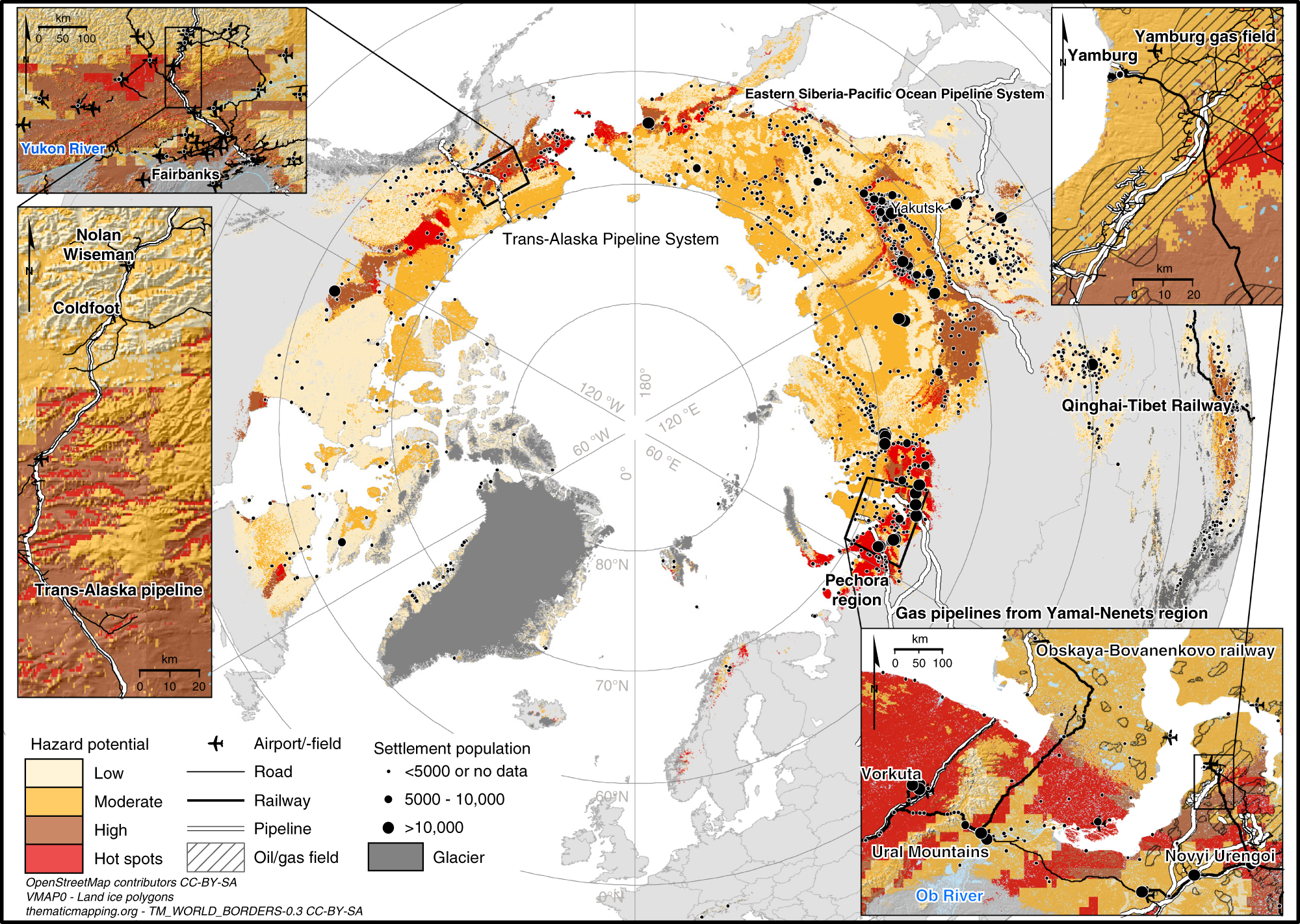
2050年までに永久凍土の融解によって生じうるインフラ損害マップ。赤色は特に高リスクのエリアを示す。

2021年の時点で、北極圏の永久凍土の上にある集落は1,162あり約500万人が居住している。2050年までにこれらの集落の42%の地下の永久凍土が融解し、330万人の現住民が影響を被ると予測されており、その地域の広範なインフラも脅威にさらされることになる:236。 2050年までに世界の永久凍土上のインフラの約70%（うち30～50%が「重要インフラ」に分類される）が高いリスクに直面し、関連するコストは今世紀後半までに数百億ドルに達すると予測されている。パリ協定に沿った温室効果ガスの削減が実現すればこのリスクは半世紀以降に安定すると見込まれているがさもなくば悪化し続ける。
高排出シナリオ（RCP8.5）が現実となった場合、アラスカだけでも世紀末までにインフラ損害は46億ドル（2015年のドル価値）に達すると予測されている（建築物：28億ドル、道路：7億ドル、鉄道：6億2千万ドル、空港：3億6千万ドル、パイプライン：1億7千万ドル）。より穏やかな中排出シナリオ（RCP4.5）では損害は30億ドルに減少し、道路や鉄道の損害は約3分の2、パイプラインの損害は10分の1以下に抑えられる。 
カナダのノースウェスト準州には33のコミュニティに人口わずか45,000人であるが、そこでの永久凍土融解による損害は75年間で13億ドル（＝年間約5,100万ドル）に達すると見積もられている。2006年の試算では、西カナダイヌイット民族の居住家屋を凍土融解に対応させる建築コストは杭基礎でも1平方メートルあたり208ドル、通常の基礎では1,000ドルに上るとされた（この地域の住宅の平均面積は約100平方メートルである）。永久凍土融解による損害は住宅保険の適用外となる可能性が高く、この現実に対処するため準州政府は、修繕・改修支援プログラム（CARE）や緊急支援プログラム（SAFE）を通じて、住宅所有者が適応できるよう長期・短期の免除可能な融資を提供している。将来的には（より安価な選択肢として）強制移住が実施される可能性もあるが、それは事実上地元のイヌイットを祖先の土地から引き離すことになる。彼らの平均個人所得はノースウエスト準州中央値の半分にすぎず、すでに適応コストが過度な負担となっている。
ロシアではすでに2022年までに一部の北部都市で最大80%の建築物が損害を受けた。2050年までに住宅インフラの損害は150億ドル、公共インフラ全体では1,320億ドルに達する可能性があり、これには石油・ガス採掘施設の45%がリスクに晒されることも含まれる。

### 毒物汚染

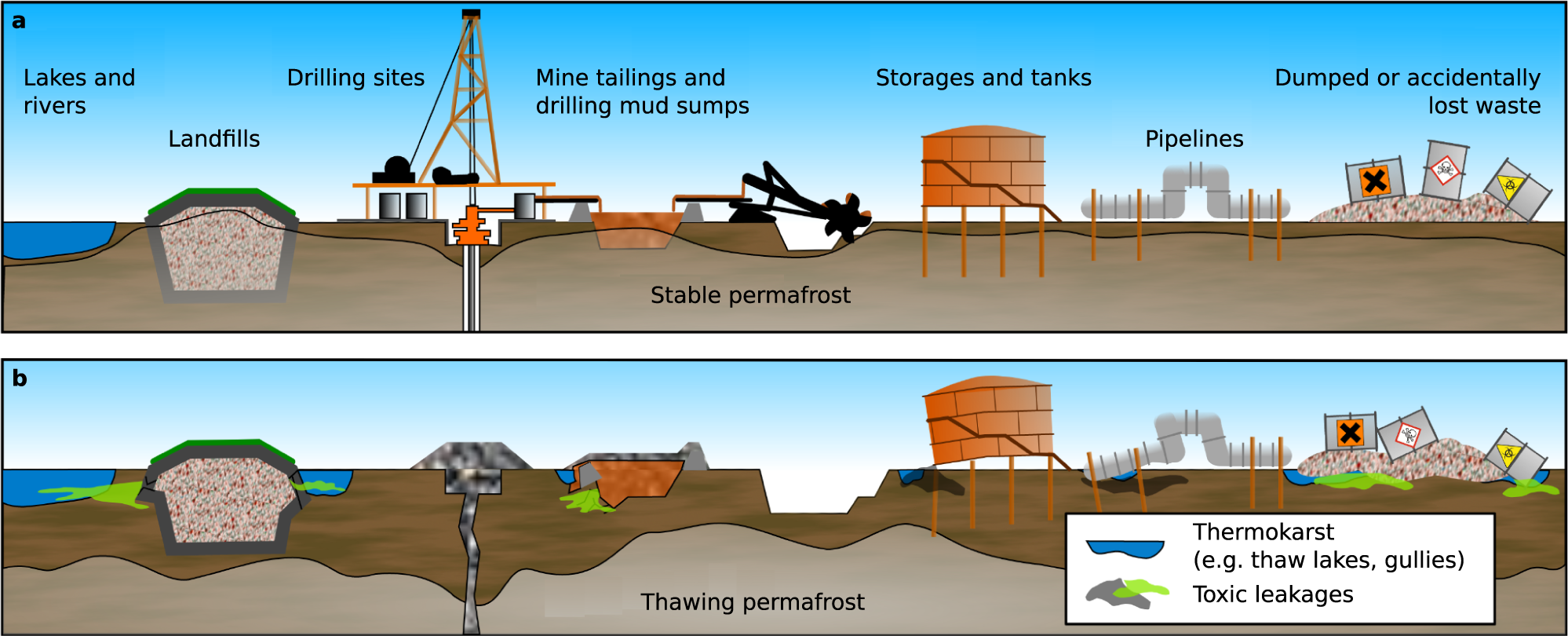
かつて安定していた永久凍土の融解によって引き起こされるさまざまな毒物漏洩（緑色）。

20世紀殆どの間永久凍土はそこに埋められたものを「無期限に」保管するとみなされ、深い永久凍土地帯は有害廃棄物の処分場所として汎用され続けた。アラスカプルドーベイ油田のような場所では、永久凍土の下に廃棄物を注入する「適切な」方法の文書化さえされた。2023年時点で北極圏永久凍土地帯には有害化学物質を処理または保管している約4500もの産業施設がある。さらに13,000～20,000の重度汚染箇所がありその70%はロシアに存在する。
現在永久凍土内に閉じ込められているそれら毒物が永久凍土融解により環境に放たれようとしている。産業施設および汚染地の約5分の1（1000および2200～4800箇所）は、2020年の温暖化レベルが維持されても融解が始まると予測されている。パリ協定の目標と一致する気候変動シナリオRCP2.6では、2050年までに新たに融解が始まる箇所は約3%増加するに過ぎないが、それでも2100年までには上記に加えて約1100の産業施設と3500～5200の汚染地が融解を開始すると予測されている。非常に高い排出シナリオのRCP8.5では、2050年までに産業施設および汚染地の46%で融解が始まり2100年までにほぼすべてが融解すると予測されている。
有機塩素化合物やその他の残留性有機汚染物質は特に懸念される。なぜならこれらは魚の生体濃縮を通じて再放出され、水俣病のようにその地域社会の人々に到達しうるからである。最悪の場合その地域で生まれる将来の世代は、蓄積する汚染物質により免疫系が弱まった状態で生まれることになる。しかもこの汚染は永久凍土下に大量に存在し、除染されない限り半永久的に繰り返される。

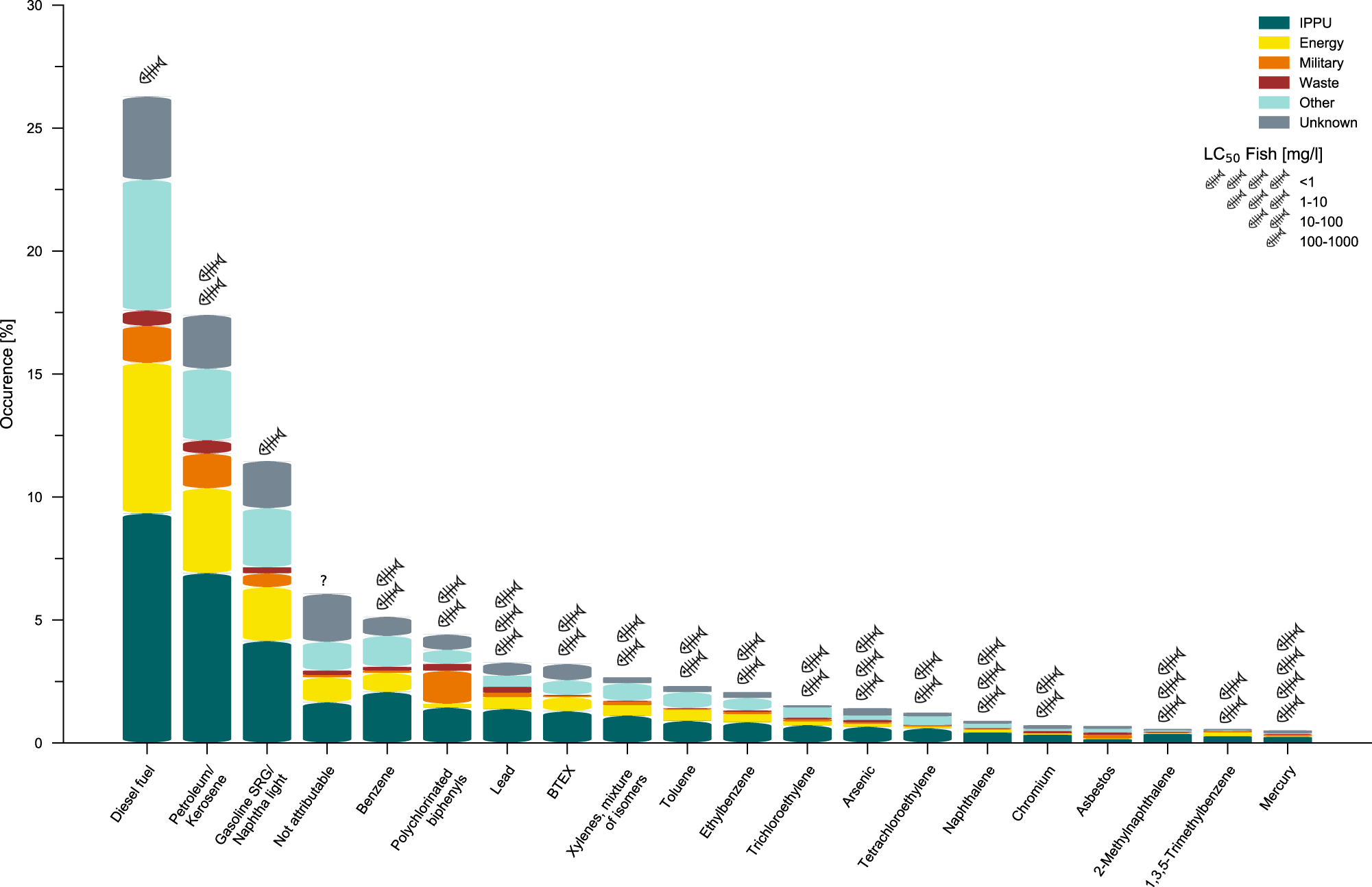
アラスカのさまざまな永久凍土サイトに現在存在する有毒物質のセクター別分布。魚の骨のアイコンの数は各物質の毒性の強さを示す。

永久凍土に関連する汚染リスクの顕著な例として2020年ノリリスク石油流出事故がある。この事故はノリリスク・タイミル・エナジーの第3火力発電所ディーゼル燃料貯蔵タンクの崩壊によって引き起こされた。陸地に6000トン水域に15,000トンの燃料が流出し、アンバルナヤ川・ダルディカン川・タイミル半島の多くの小さな川を汚染し、さらに地域の重要な水源であるピヤシノ湖にまで到達した。この事態を受け連邦レベルでの非常事態宣言がなされた 。この事故は現代ロシア史上2番目に大きな石油流出事故と評されている。ノリリスク・タイミル・エナジーの親会社はこの事故原因を永久凍土融解による燃料貯蔵タンクの基礎部分を支える支柱の沈下と説明したが、ロシアの関係省庁はこれを認めていない。
永久凍土融解で憂慮されるもう1つの問題は、天然の水銀堆積物の放出である。推定80万トンの水銀が永久凍土土壌内に凍結されており、その約70%は融解後に植生によって吸収されると見積もられている。温暖化がRCP8.5シナリオで進行すると、2200年までに永久凍土からの大気中水銀放出量は現在の全人類活動による世界的な水銀排出量と匹敵するレベルに達すると予測されている。水銀が高濃度な凍土が河川の近くで融解すると、環境や地域社会への脅威がさらに増大する。RCP8.5シナリオでは、2050年までにユーコン川流域に流入する水銀の量はEPA（米国環境保護庁）ガイドラインに基づく安全基準（棲息魚の食用安全）を超え、さらに2100年までに川の水銀濃度は2倍になると予測されている。より穏やかなRCP4.5シナリオの下では、2100年までに水銀濃度は約14%増加するものの、2300年になってもEPAの基準を超えずにすむと見積もられている。

### 太古の病原体の出現の可能性
永久凍土に封じ込められているのは毒物だけではなく病原体もその一つである。2016年夏のシベリア熱波は気温を例年より25℃も高い35度まで上げ、永久凍土融解により75年前に炭疽病で死んだトナカイの死体が地表に現れ、休眠状態にあった炭疽菌が環境中に放出された。その結果ヤマル半島で、突如として炭疽菌の集団感染が発生し、数十人が入院し少年1人が亡くなった。同地域のトナカイも2300頭以上が炭疽病で死亡した。炭疽菌は現代に存在するよく知られた病原体であるが、永久凍土が封じ込めていた太古の病原体のなかには、人類を含め現在の地上生物が未経験のものもありうる。そのような病原体が何を引き起こすかは予測できない。

### 先住民族の人々への影響
イヌイットなど北極圏に住む先住民族の人々は世界の他緯度よりも速い温暖化の影響を受け、自然環境と深く結びついた伝統的な生活様式が危機に晒されている。狩猟は一部の小規模な先住コミュニティにとって主要な生存手段である。イヌイットのコミュニティはアザラシ猟に深く依存しておりこれは海氷の平地が必要とされる狩猟であるが、海氷の減少により一部の動物種の個体数が減少し絶滅する可能性さえある。
予期しない川や雪の状態の変化により、トナカイを含む動物の群れが移動パターン・出産地・採餌環境を変えることになる。良い年には一部のコミュニティは特定の動物の商業狩猟によって完全に雇用されるが、狩猟収穫は各年変動し温暖化が進むにつれてさらなる変化が予想され、事実、予測不可能な状況や生態系サイクルの混乱により、これらイヌイットのコミュニティの生活がさらに複雑化している。彼らは北米で最も貧しく失業率が高いなど、すでに大きな問題に直面している。
多くの北極圏コミュニティは凍結時にのみ通行可能なルートを利用して物資を運び移動しており、そのため地形の変化や気象の予測不能性が新たな課題となっている。イヌイットが作った歴史的および現在のルートを記録した「Pan Inuit Trails Atlas」によると、海氷の形成と崩壊の変化がそれらルートの変化を引き起こしている。

## 調査と報告
北極圏内の各国：カナダ・デンマーク（グリーンランド）・フィンランド・アイスランド・ノルウェー・ロシア・スウェーデン・アメリカ合衆国（アラスカ）は、ロシアの北極・南極研究所のような公的および私的なさまざまな組織や機関を通じて独自に研究を行っている。北極圏に領有権を持たないが近隣に位置する国々も北極研究を実施しており、中国の北極・南極管理局（CAA）がその例である。アメリカ合衆国の海洋大気庁（NOAA）は毎年北極圏全体の物理的・生態学的・人間の要素の相互関係を検討する「北極レポートカード」を発行し、北極圏環境に関する最新の観測データを過去の記録と比較した査読済み情報を提供している。
国際的な共同研究では：
- 気候変動に関する政府間パネル（IPCC）は、その評価報告書シリーズおよび北極気候影響評価報告書を通じて、北極の気候変動を要約している。
- 欧州宇宙機関（ESA）は2010年4月8日にCryoSat-2を打ち上げ、北極の氷の変化率に関する衛星データを提供している[223]。
- 国際北極圏ブイプログラム（International Arctic Buoy Program）は、リアルタイムの位置情報・気圧・気温・補間された氷の移動速度データを提供するブイの設置と維持を行っている。
- 国際北極圏研究センター（International Arctic Research Center）の主要な参加国はアメリカ合衆国と日本である。
- 国際北極圏科学委員会（International Arctic Science Committee）は、23か国・3大陸からの多様なメンバーを持つ非政府組織（NGO）である。
- 2007年10月にスウェーデンのニーネスハムンで開催された第2回国際地球変動研究会議では、「国際極年」と連携して「北極地域の役割」が議題となった[224]。
- 環境北極圏変動研究（SEARCH：Study of Environmental Arctic Change）は、もともと米国の複数の機関によって推進された研究枠組みであり、その国際的な拡張がISAC（International Study of Arctic Change[225]）である。

2021年「北極モニタリング・評価プログラム（AMAP）」報告書は、60人以上の専門家・科学者・北極コミュニティの先住民族の知識保持者による国際チームによって、2019年から2021年にかけて作成された。これは2017年の評価報告書「北極の雪・水・氷・永久凍土（SWIPA）」のフォローアップ報告である:vii 。
2021年IPCC第6次評価報告書（AR6）第1作業部会技術報告では、観測されたおよび予測された温暖化は北極圏で最も顕著であることが確認された:29 。
アメリカ海洋大気庁（NOAA）の「北極レポートカード」は2006年以降発行されており、2004年および2005年に政府間の北極評議会と国際北極科学委員会が発表した「北極気候影響評価（ACIA）」の記録を一部更新している。 その2017年の報告は、温暖化する北極における氷の融解は過去1500年間で前例のないものであると述べ 、その2021年の報告は、2020年10月から2021年9月までの12か月間は、1900年の記録開始以来北極陸域で7番目に暖かい期間であったと報告した。
2022年に国連環境計画（UNEP）が発表した報告書「野火のように広がる：異常な大規模火災の脅威の増大」は、世界中の山火事からの煙は正のフィードバックループを形成し北極の氷の融解を加速させる要因となっているとし、2020年のシベリア熱波を北極圏内で広範囲にわたる火災と関連づけ、この極端な熱波が「人為的な温室効果ガス排出と気候変動がなければほぼ不可能であった」ことを初めて示した事例であると述べている:36。

## 引用
1. 1 2 3 4 5 6 7 8 9 10  Constable, A.J.; Harper, S.; Dawson, J.; Holsman, K.; Mustonen, T.; Piepenburg, D.; Rost, B. (2022). “Cross-Chapter Paper 6: Polar Regions”. Climate Change 2022: Impacts, Adaptation and Vulnerability 2021:  2319–2367. Bibcode: 2021AGUFM.U13B..05K. doi:10.1017/9781009325844.023.
2. ↑  “Arctic warming three times faster than the planet, report warns” (英語). Phys.org (2021年5月20日). 2022年10月6日閲覧。
3. ↑  “The Arctic is warming four times faster than the rest of the world” (英語) (2021年12月14日). 2022年10月6日閲覧。
4. ↑  Rantanen, Mika; Karpechko, Alexey Yu; Lipponen, Antti; Nordling, Kalle; Hyvärinen, Otto; Ruosteenoja, Kimmo; Vihma, Timo; Laaksonen, Ari (11 August 2022). “The Arctic has warmed nearly four times faster than the globe since 1979” (英語). Communications Earth & Environment 3 (1):  1–10. Bibcode: 2022ComEE...3..168R. doi:10.1038/s43247-022-00498-3. hdl:11250/3115996. ISSN 2662-4435.
5. ↑  Chylek, Petr; Folland, Chris; Klett, James D.; Wang, Muyin; Hengartner, Nick; Lesins, Glen; Dubey, Manvendra K. (25 June 2022). “Annual Mean Arctic Amplification 1970–2020: Observed and Simulated by CMIP6 Climate Models” (英語). Geophysical Research Letters 49 (13). Bibcode: 2022GeoRL..4999371C. doi:10.1029/2022GL099371.
6. ↑  Overpeck, Jonathan T.; Sturm, Matthew; Francis, Jennifer A. et al. (23 August 2005). “Arctic System on Trajectory to New, Seasonally Ice-Free State”. Eos, Transactions, American Geophysical Union 86 (34):  309–316. Bibcode: 2005EOSTr..86..309O. doi:10.1029/2005EO340001.
7. ↑  Butt, F. A.; H. Drange; A. Elverhoi; O. H. Ottera; A. Solheim (2002). “The Sensitivity of the North Atlantic Arctic Climate System to Isostatic Elevation Changes, Freshwater and Solar Forcings”. Quaternary Science Reviews 21 (14–15):  1643–1660. doi:10.1016/S0277-3791(02)00018-5. OCLC 108566094.  オリジナルの10 September 2008時点におけるアーカイブ。.
8. ↑  Jahn, Alexandra; Holland, Marika M.; Kay, Jennifer E. (5 March 2024). “Projections of an ice-free Arctic Ocean”. Nature Reviews Earth & Environment 5 (3):  164–176. Bibcode: 2024NRvEE...5..164J. doi:10.1038/s43017-023-00515-9.
9. ↑  Lindsey, Rebecca (2012年1月18日). “Shrub Takeover One Sign of Arctic Change”. ClimateWatch Magazine.  NOAA. 2013年2月17日時点のオリジナルよりアーカイブ。2012年1月19日閲覧。
10. 1 2  Hansen, Kathryn (2020年7月26日). “Phytoplankton Surge in Arctic Waters” (英語). NASA Earth Observatory. 2024年5月25日閲覧。
11. 1 2  Francis, Jennifer A.; Vavrus, Stephen J. (2012). “Evidence linking Arctic amplification to extreme weather in mid-latitudes”. Geophysical Research Letters 39 (6):  L06801. Bibcode: 2012GeoRL..39.6801F. doi:10.1029/2012GL051000.
12. 1 2  Lee, Sukyoung (January 2014). “A theory for polar amplification from a general circulation perspective”. Asia-Pacific Journal of the Atmospheric Sciences 50 (1):  31–43. Bibcode: 2014APJAS..50...31L. doi:10.1007/s13143-014-0024-7.  オリジナルの2016-03-04時点におけるアーカイブ。 2014年5月1日閲覧。.
13. ↑  Pierrehumbert, R. T. (2010). Principles of Planetary Climate. Cambridge University Press. ISBN 978-0-521-86556-2
14. ↑  Przybylak, Rajmund (2007). “Recent air-temperature changes in the Arctic”. Annals of Glaciology 46 (1):  316–324. Bibcode: 2007AnGla..46..316P. doi:10.3189/172756407782871666.
15. ↑  Arctic Climate Impact Assessment (2004): Arctic Climate Impact Assessment. Cambridge University Press, ISBN 0-521-61778-2, siehe online Archived 28 June 2013 at the Wayback Machine.
16. ↑  Arctic Temperatures Highest in at Least 44,000 Years, Livescience, 24 October 2013
17. ↑  Miller, G. H.; Lehman, S. J.; Refsnider, K. A.; Southon, J. R.; Zhong, Y. (2013). “Unprecedented recent summer warmth in Arctic Canada”. Geophysical Research Letters 40 (21):  5745–5751. Bibcode: 2013GeoRL..40.5745M. doi:10.1002/2013GL057188.
18. ↑  Yu, Yining; Xiao, Wanxin; Zhang, Zhilun; Cheng, Xiao; Hui, Fengming; Zhao, Jiechen (17 July 2021). “Evaluation of 2-m Air Temperature and Surface Temperature from ERA5 and ERA-I Using Buoy Observations in the Arctic during 2010–2020”. Remote Sensing 13 (Polar Sea Ice: Detection, Monitoring and Modeling):  2813. Bibcode: 2021RemS...13.2813Y. doi:10.3390/rs13142813.
19. ↑  “Surface Air Temperature” (英語). Arctic Program (2020年10月). 2021年5月18日閲覧。
20. ↑  Rosane, Olivia (2020年6月22日). “A Siberian Town Just Hit 100 F Degrees”. Ecowatch 2020年6月23日閲覧。
21. ↑  King, Simon; Rowlatt, Justin (2020年6月22日). “Arctic Circle sees 'highest-ever' recorded temperatures”. BBC 2020年6月23日閲覧。
22. ↑  Rowlatt, Justin (2020年7月15日). “Climate change: Siberian heatwave 'clear evidence' of warming”. BBC 2020年7月17日閲覧。
23. ↑  Ciavarella, Andrew; Cotterill, Daniel; Stott, Peter; Kew, Sarah; Philip, Sjoukje; van Oldenborgh, Geert Jan; Skålevåg, Amalie; Lorenz, Philip et al. (2021-05-06). “Prolonged Siberian heat of 2020 almost impossible without human influence” (英語). Climatic Change 166 (1):  9. doi:10.1007/s10584-021-03052-w. ISSN 1573-1480. PMC 8550097. PMID 34720262.
24. ↑  Deser, Clara; Walsh, John E.; Timlin, Michael S. (1 February 2000). “Arctic Sea Ice Variability in the Context of Recent Atmospheric Circulation Trends”. J. Climate 13 (3):  617–633. Bibcode: 2000JCli...13..617D. doi:10.1175/1520-0442(2000)013<0617:ASIVIT>2.0.CO;2.
25. ↑  Rantanen, Mika; Karpechko, Alexey Yu; Lipponen, Antti; Nordling, Kalle; Hyvärinen, Otto; Ruosteenoja, Kimmo; Vihma, Timo; Laaksonen, Ari (11 August 2022). “The Arctic has warmed nearly four times faster than the globe since 1979” (英語). Communications Earth & Environment 3 (1):  168. Bibcode: 2022ComEE...3..168R. doi:10.1038/s43247-022-00498-3. hdl:11250/3115996. ISSN 2662-4435.
26. ↑  Dai, Aiguo; Luo, Dehai; Song, Mirong; Liu, Jiping (10 January 2019). “Arctic amplification is caused by sea-ice loss under increasing CO2” (英語). Nature Communications 10 (1):  121. Bibcode: 2019NatCo..10..121D. doi:10.1038/s41467-018-07954-9. PMC 6328634. PMID 30631051.
27. ↑  Singh, Hansi A.; Polvani, Lorenzo M. (10 January 2020). “Low Antarctic continental climate sensitivity due to high ice sheet orography” (英語). npj Climate and Atmospheric Science 3. doi:10.1038/s41612-020-00143-w.
28. ↑  Steig, Eric; Schneider, David; Rutherford, Scott; Mann, Michael E.; Comiso, Josefino; Shindell, Drew (1 January 2009). “Warming of the Antarctic ice-sheet surface since the 1957 International Geophysical Year”. Arts & Sciences Faculty Publications.
29. ↑  Xin, Meijiao; Li, Xichen; Stammerjohn, Sharon E; Cai, Wenju; Zhu, Jiang; Turner, John; Clem, Kyle R; Song, Chentao et al. (17 May 2023). “A broadscale shift in antarctic temperature trends”. Climate Dynamics 61 (9–10):  4623–4641. Bibcode: 2023ClDy...61.4623X. doi:10.1007/s00382-023-06825-4.
30. ↑  Auger, Matthis; Morrow, Rosemary; Kestenare, Elodie; Nordling, Kalle; Sallée, Jean-Baptiste; Cowley, Rebecca (21 January 2021). “Southern Ocean in-situ temperature trends over 25 years emerge from interannual variability” (英語). Nature Communications 10 (1):  514. Bibcode: 2021NatCo..12..514A. doi:10.1038/s41467-020-20781-1. PMC 7819991. PMID 33479205.
31. ↑  Pistone, Kristina; Eisenman, Ian; Ramanathan, Veerabhadran (2019). “Radiative Heating of an Ice-Free Arctic Ocean” (英語). Geophysical Research Letters 46 (13):  7474–7480. Bibcode: 2019GeoRL..46.7474P. doi:10.1029/2019GL082914. ISSN 1944-8007.
32. ↑  Arias, Paola A.; Bellouin, Nicolas; Coppola, Erika; Jones, Richard G. et al. (2021). “Technical Summary”. IPCC AR6 WG1. pp. 76
33. ↑  Riihelä, Aku; Bright, Ryan M.; Anttila, Kati (28 October 2021). “Recent strengthening of snow and ice albedo feedback driven by Antarctic sea-ice loss” (英語). Nature Geoscience 14 (11):  832–836. doi:10.1038/s41561-021-00841-x. hdl:11250/2830682.
34. ↑  “Polar Vortex: How the Jet Stream and Climate Change Bring on Cold Snaps” (英語). InsideClimate News. (2018年2月2日) 2018年11月24日閲覧。
35. 1 2  “Arctic warming three times faster than the planet, report warns” (英語). Phys.org (2021年5月20日). 2022年10月6日閲覧。
36. ↑  Rantanen, Mika; Karpechko, Alexey Yu; Lipponen, Antti; Nordling, Kalle; Hyvärinen, Otto; Ruosteenoja, Kimmo; Vihma, Timo; Laaksonen, Ari (11 August 2022). “The Arctic has warmed nearly four times faster than the globe since 1979” (英語). Communications Earth & Environment 3 (1):  168. Bibcode: 2022ComEE...3..168R. doi:10.1038/s43247-022-00498-3. hdl:11250/3115996. ISSN 2662-4435.
37. ↑  “The Arctic is warming four times faster than the rest of the world” (英語) (2021年12月14日). 2022年10月6日閲覧。
38. ↑  Isaksen, Ketil; Nordli, Øyvind (15 June 2022). “Exceptional warming over the Barents area” (英語). Scientific Reports 12 (1):  9371. Bibcode: 2022NatSR..12.9371I. doi:10.1038/s41598-022-13568-5. PMC 9200822. PMID 35705593.
39. ↑  Damian Carrington (2022年6月15日). “New data reveals extraordinary global heating in the Arctic” (英語). The Guardian. 2022年10月7日閲覧。
40. ↑  Armstrong McKay, David; Abrams, Jesse; Winkelmann, Ricarda; Sakschewski, Boris; Loriani, Sina; Fetzer, Ingo; Cornell, Sarah; Rockström, Johan et al. (9 September 2022). “Exceeding 1.5°C global warming could trigger multiple climate tipping points” (英語). Science 377 (6611):  eabn7950. doi:10.1126/science.abn7950. hdl:10871/131584. ISSN 0036-8075. PMID 36074831.
41. ↑  Armstrong McKay, David (2022年9月9日). “Exceeding 1.5°C global warming could trigger multiple climate tipping points – paper explainer” (英語). climatetippingpoints.info. 2022年10月2日閲覧。
42. 1 2  Chylek, Petr; Folland, Chris; Klett, James D.; Wang, Muyin; Hengartner, Nick; Lesins, Glen; Dubey, Manvendra K. (25 June 2022). “Annual Mean Arctic Amplification 1970–2020: Observed and Simulated by CMIP6 Climate Models” (英語). Geophysical Research Letters 49 (13). Bibcode: 2022GeoRL..4999371C. doi:10.1029/2022GL099371.
43. ↑  Acosta Navarro, J.C.; Varma, V.; Riipinen, I.; Seland, Ø.; Kirkevåg, A.; Struthers, H.; Iversen, T.; Hansson, H.-C. et al. (14 March 2016). “Amplification of Arctic warming by past air pollution reductions in Europe” (英語). Nature Geoscience 9 (4):  277–281. Bibcode: 2016NatGe...9..277A. doi:10.1038/ngeo2673.
44. ↑  Harvey, C. (2016年3月14日). “How cleaner air could actually make global warming worse”. Washington Post
45. ↑  Chylek, Petr; Folland, Chris K.; Lesins, Glen; Dubey, Manvendra K.; Wang, Muyin (16 July 2009). “Arctic air temperature change amplification and the Atlantic Multidecadal Oscillation”. Geophysical Research Letters 36 (14):  L14801. Bibcode: 2009GeoRL..3614801C. doi:10.1029/2009GL038777.
46. ↑  Slater, Thomas; Lawrence, Isobel R.; Otosaka, Inès N.; Shepherd, Andrew; Gourmelen, Noel; Jakob, Livia; Tepes, Paul; Gilbert, Lin et al. (25 Jan 2021). “Review article: Earth's ice imbalance”. The Cryosphere 15 (1):  233–246  Material was copied from this source, which is available under a Creative Commons Attribution 4.0 International License. Bibcode: 2021TCry...15..233S. doi:10.5194/tc-15-233-2021. hdl:20.500.11820/df343a4d-6b66-4eae-ac3f-f5a35bdeef04.
47. ↑  Huang, Yiyi; Dong, Xiquan; Bailey, David A.; Holland, Marika M.; Xi, Baike; DuVivier, Alice K.; Kay, Jennifer E.; Landrum, Laura L. et al. (2019-06-19). “Thicker Clouds and Accelerated Arctic Sea Ice Decline: The Atmosphere-Sea Ice Interactions in Spring”. Geophysical Research Letters 46 (12):  6980–6989. Bibcode: 2019GeoRL..46.6980H. doi:10.1029/2019gl082791. hdl:10150/634665. ISSN 0094-8276.
48. ↑  Senftleben, Daniel; Lauer, Axel; Karpechko, Alexey (2020-02-15). “Constraining Uncertainties in CMIP5 Projections of September Arctic Sea Ice Extent with Observations”. Journal of Climate 33 (4):  1487–1503. Bibcode: 2020JCli...33.1487S. doi:10.1175/jcli-d-19-0075.1. ISSN 0894-8755.
49. ↑  Yadav, Juhi; Kumar, Avinash; Mohan, Rahul (2020-05-21). “Dramatic decline of Arctic sea ice linked to global warming”. Natural Hazards 103 (2):  2617–2621. Bibcode: 2020NatHa.103.2617Y. doi:10.1007/s11069-020-04064-y. ISSN 0921-030X.
50. ↑  “Ice in the Arctic is melting even faster than scientists expected, study finds” (英語). NPR.org 2022年7月10日閲覧。
51. ↑  Fisher, David; Zheng, James; Burgess, David; Zdanowicz, Christian; Kinnard, Christophe; Sharp, Martin; Bourgeois, Jocelyne (March 2012). “Recent melt rates of Canadian arctic ice caps are the highest in four millennia”. Global and Planetary Change 84:  3–7. Bibcode: 2012GPC....84....3F. doi:10.1016/j.gloplacha.2011.06.005.
52. ↑  J. C. Stroeve; T. Markus; L. Boisvert; J. Miller; A. Barrett (2014). “Changes in Arctic melt season and implications for sea ice loss”. Geophysical Research Letters 41 (4):  1216–1225. Bibcode: 2014GeoRL..41.1216S. doi:10.1002/2013GL058951.
53. ↑  Fox-Kemper, B., H.T. Hewitt, C. Xiao, G. Aðalgeirsdóttir, S.S. Drijfhout, T.L. Edwards, N.R. Golledge, M. Hemer, R.E. Kopp, G.  Krinner, A. Mix, D. Notz, S. Nowicki, I.S. Nurhati, L. Ruiz, J.-B. Sallée, A.B.A. Slangen, and Y. Yu, 2021: Chapter 9: Ocean, Cryosphere and Sea Level Change. In Climate Change 2021: The Physical Science Basis. Contribution of Working Group I to the Sixth Assessment Report of the Intergovernmental Panel on Climate Change [Masson-Delmotte, V., P. Zhai, A. Pirani, S.L.  Connors, C. Péan, S. Berger, N. Caud, Y. Chen, L. Goldfarb, M.I. Gomis, M. Huang, K. Leitzell, E. Lonnoy, J.B.R. Matthews, T.K. Maycock, T. Waterfield, O. Yelekçi, R. Yu, and B. Zhou (eds.)]. Cambridge University Press, Cambridge, United Kingdom and New York, NY, USA, pp. 1211–1362, doi:10.1017/9781009157896.011.
54. ↑  “Arctic summer sea ice second lowest on record: US researchers”. phys.org (2020年9月21日). 2025年4月5日閲覧。
55. ↑  Slater, T. S.; Lawrence, I. S.; Otosaka, I. N.; Shepherd, A.; Gourmelen, N.; Jakob, L.; Tepes, P.; Gilbert, L. et al. (25 January 2021). “Review article: Earth's ice imbalance”. The Cryosphere 15 (1):  233–246. Bibcode: 2021TCry...15..233S. doi:10.5194/tc-15-233-2021. hdl:20.500.11820/df343a4d-6b66-4eae-ac3f-f5a35bdeef04.
56. ↑  “JAXA | 北極の冬季海氷域面積が衛星観測史上最小を記録”. JAXA | 宇宙航空研究開発機構. 2025年4月21日閲覧。
57. ↑  “北極海の海氷域面積が2024年9月13日に年間最小値を記録 〜衛星観測史上5番目の小ささ〜 | 2024年度 研究成果”. 国立極地研究所. 2025年4月21日閲覧。
58. ↑  Beckmann, Johanna; Winkelmann, Ricarda (2023-07-27). “Effects of extreme melt events on ice flow and sea level rise of the Greenland Ice Sheet” (English). The Cryosphere 17 (7):  3083–3099. doi:10.5194/tc-17-3083-2023. ISSN 1994-0416.
59. 1 2  “How Greenland would look without its ice sheet”.  BBC News (2017年12月14日). 2023年12月7日時点のオリジナルよりアーカイブ。2023年12月7日閲覧。
60. ↑  Greenland Ice Sheet (英語). 24 October 2023. 2017年10月30日時点のオリジナルよりアーカイブ. 2022年5月26日閲覧.
61. ↑  Tan, Ning; Ladant, Jean-Baptiste; Ramstein, Gilles; Dumas, Christophe; Bachem, Paul; Jansen, Eystein (12 November 2018). “Dynamic Greenland ice sheet driven by pCO2 variations across the Pliocene Pleistocene transition” (英語). Nature Communications 9 (1):  4755. doi:10.1038/s41467-018-07206-w. PMC 6232173. PMID 30420596.
62. 1 2  Noël, B.; van Kampenhout, L.; Lenaerts, J. T. M.; van de Berg, W. J.; van den Broeke, M. R. (19 January 2021). “A 21st Century Warming Threshold for Sustained Greenland Ice Sheet Mass Loss”. Geophysical Research Letters 48 (5):  e2020GL090471. Bibcode: 2021GeoRL..4890471N. doi:10.1029/2020GL090471. hdl:2268/301943.
63. ↑  Höning, Dennis; Willeit, Matteo; Calov, Reinhard; Klemann, Volker; Bagge, Meike; Ganopolski, Andrey (27 March 2023). “Multistability and Transient Response of the Greenland Ice Sheet to Anthropogenic CO2 Emissions”. Geophysical Research Letters 50 (6):  e2022GL101827. doi:10.1029/2022GL101827.
64. ↑  Bochow, Nils; Poltronieri, Anna; Robinson, Alexander; Montoya, Marisa; Rypdal, Martin; Boers, Niklas (18 October 2023). “Overshooting the critical threshold for the Greenland ice sheet”. Nature 622 (7983):  528–536. Bibcode: 2023Natur.622..528B. doi:10.1038/s41586-023-06503-9. PMC 10584691. PMID 37853149.
65. ↑  Thiede, Jörn; Jessen, Catherine; Knutz, Paul; Kuijpers, Antoon; Mikkelsen, Naja; Nørgaard-Pedersen, Niels; Spielhagen, Robert F (2011). “Millions of Years of Greenland Ice Sheet History Recorded in Ocean Sediments”. Polarforschung 80 (3):  141–159. hdl:10013/epic.38391.
66. ↑  Contoux, C.; Dumas, C.; Ramstein, G.; Jost, A.; Dolan, A.M. (15 August 2015). “Modelling Greenland ice sheet inception and sustainability during the Late Pliocene”. Earth and Planetary Science Letters 424:  295–305. Bibcode: 2015E&PSL.424..295C. doi:10.1016/j.epsl.2015.05.018.  オリジナルの8 November 2020時点におけるアーカイブ。 2023年12月7日閲覧。.
67. ↑  Knutz, Paul C.; Newton, Andrew M. W.; Hopper, John R.; Huuse, Mads; Gregersen, Ulrik; Sheldon, Emma; Dybkjær, Karen (15 April 2019). “Eleven phases of Greenland Ice Sheet shelf-edge advance over the past 2.7 million years”. Nature Geoscience 12 (5):  361–368. Bibcode: 2019NatGe..12..361K. doi:10.1038/s41561-019-0340-8.  オリジナルの20 December 2023時点におけるアーカイブ。 2023年12月7日閲覧。.
68. ↑  Robinson, Ben (2019年4月15日). “Scientists chart history of Greenland Ice Sheet for first time”. The University of Manchester. 2023年12月7日時点のオリジナルよりアーカイブ。2023年12月7日閲覧。
69. ↑  Reyes, Alberto V.; Carlson, Anders E.; Beard, Brian L.; Hatfield, Robert G.; Stoner, Joseph S.; Winsor, Kelsey; Welke, Bethany; Ullman, David J. (25 June 2014). “South Greenland ice-sheet collapse during Marine Isotope Stage 11”. Nature 510 (7506):  525–528. Bibcode: 2014Natur.510..525R. doi:10.1038/nature13456. PMID 24965655.
70. ↑  Christ, Andrew J.; Bierman, Paul R.; Schaefer, Joerg M.; Dahl-Jensen, Dorthe; Steffensen, Jørgen P.; Corbett, Lee B.; Peteet, Dorothy M.; Thomas, Elizabeth K. et al. (30 March 2021). “A multimillion-year-old record of Greenland vegetation and glacial history preserved in sediment beneath 1.4 km of ice at Camp Century” (英語). Proceedings of the National Academy of Sciences 118 (13):  e2021442118. Bibcode: 2021PNAS..11821442C. doi:10.1073/pnas.2021442118. ISSN 0027-8424. PMC 8020747. PMID 33723012.
71. ↑  Gautier, Agnieszka (2023年3月29日). “How and when did the Greenland Ice Sheet form?”. National Snow and Ice Data Center. 2023年5月28日時点のオリジナルよりアーカイブ。2023年12月5日閲覧。
72. ↑  Yau, Audrey M.; Bender, Michael L.; Blunier, Thomas; Jouzel, Jean (15 July 2016). “Setting a chronology for the basal ice at Dye-3 and GRIP: Implications for the long-term stability of the Greenland Ice Sheet”. Earth and Planetary Science Letters 451:  1–9. Bibcode: 2016E&PSL.451....1Y. doi:10.1016/j.epsl.2016.06.053.
73. ↑  Hörhold, M.; Münch, T.; Weißbach, S.; Kipfstuhl, S.; Freitag, J.; Sasgen, I.; Lohmann, G.; Vinther, B. et al. (18 January 2023). “Modern temperatures in central–north Greenland warmest in past millennium”. Nature 613 (7506):  525–528. Bibcode: 2014Natur.510..525R. doi:10.1038/nature13456. PMID 24965655.
74. ↑  Briner, Jason P.; Cuzzone, Joshua K.; Badgeley, Jessica A.; Young, Nicolás E.; Steig, Eric J.; Morlighem, Mathieu; Schlegel, Nicole-Jeanne; Hakim, Gregory J. et al. (30 September 2020). “Rate of mass loss from the Greenland Ice Sheet will exceed Holocene values this century”. Nature 586 (7827):  70–74. Bibcode: 2020Natur.586...70B. doi:10.1038/s41586-020-2742-6. PMID 32999481.
75. ↑  “Special Report on the Ocean and Cryosphere in a Changing Climate: Executive Summary”. IPCC. 2023年11月8日時点のオリジナルよりアーカイブ。2023年12月5日閲覧。
76. ↑  “Guest post: How the Greenland ice sheet fared in 2022”. Carbon Brief (2022年9月22日). 2022年10月22日時点のオリジナルよりアーカイブ。2022年10月22日閲覧。
77. ↑  Fox-Kemper, B.; Hewitt, H.T.; Xiao, C.; Aðalgeirsdóttir, G.; Drijfhout, S.S.; Edwards, T.L.; Golledge, N.R.; Hemer, M. et al. (2021). Masson-Delmotte, V.; Zhai, P.; Pirani, A. et al.. eds. “Chapter 9: Ocean, Cryosphere and Sea Level Change”. Climate Change 2021: The Physical Science Basis. Contribution of Working Group I to the Sixth Assessment Report of the Intergovernmental Panel on Climate Change (Cambridge University Press, Cambridge, UK and New York, NY, US).  オリジナルの24 October 2022時点におけるアーカイブ。 2022年10月22日閲覧。.
78. ↑  Aschwanden, Andy; Fahnestock, Mark A.; Truffer, Martin; Brinkerhoff, Douglas J.; Hock, Regine; Khroulev, Constantine; Mottram, Ruth; Khan, S. Abbas (19 June 2019). “Contribution of the Greenland Ice Sheet to sea level over the next millennium” (英語). Science Advances 5 (6):  218–222. Bibcode: 2019SciA....5.9396A. doi:10.1126/sciadv.aav9396. PMC 6584365. PMID 31223652.
79. ↑  Mouginot, Jérémie; Rignot, Eric; Bjørk, Anders A.; van den Broeke, Michiel; Millan, Romain; Morlighem, Mathieu; Noël, Brice; Scheuchl, Bernd et al. (20 March 2019). “Forty-six years of Greenland Ice Sheet mass balance from 1972 to 2018”. Proceedings of the National Academy of Sciences 116 (19):  9239–9244. Bibcode: 2019PNAS..116.9239M. doi:10.1073/pnas.1904242116. PMC 6511040. PMID 31010924.
80. ↑  IPCC, 2021: Summary for Policymakers Archived 11 August 2021 at the Wayback Machine.. In: Climate Change 2021: The Physical Science Basis. Contribution of Working Group I to the Sixth Assessment Report of the Intergovernmental Panel on Climate Change Archived 26 May 2023 at the Wayback Machine. [Masson-Delmotte, V., P. Zhai, A. Pirani, S.L. Connors, C. Péan, S. Berger, N. Caud, Y. Chen, L. Goldfarb, M.I. Gomis, M. Huang, K. Leitzell, E. Lonnoy, J.B.R. Matthews, T.K. Maycock, T. Waterfield, O. Yelekçi, R. Yu, and B. Zhou (eds.)]. Cambridge University Press, Cambridge, United Kingdom and New York, NY, US, pp. 3–32, doi:10.1017/9781009157896.001.
81. ↑  Bhatia, Maya P.; Das, Sarah B.; Longnecker, Krista; Charette, Matthew A.; Kujawinski, Elizabeth B. (1 July 2010). “Molecular characterization of dissolved organic matter associated with the Greenland ice sheet” (英語). Geochimica et Cosmochimica Acta 74 (13):  3768–3784. Bibcode: 2010GeCoA..74.3768B. doi:10.1016/j.gca.2010.03.035. hdl:1912/3729. ISSN 0016-7037.
82. ↑  Wadham, J. L.; Hawkings, J. R.; Tarasov, L.; Gregoire, L. J.; Spencer, R. G. M.; Gutjahr, M.; Ridgwell, A.; Kohfeld, K. E. (15 August 2019). “Ice sheets matter for the global carbon cycle”. Nature Communications 10 (1):  3567. Bibcode: 2019NatCo..10.3567W. doi:10.1038/s41467-019-11394-4. PMC 6695407. PMID 31417076.
83. ↑  Tarnocai, C.; Canadell, J.G.; Schuur, E.A.G.; Kuhry, P.; Mazhitova, G.; Zimov, S. (June 2009). “Soil organic carbon pools in the northern circumpolar permafrost region”. Global Biogeochemical Cycles 23 (2):  GB2023. Bibcode: 2009GBioC..23.2023T. doi:10.1029/2008gb003327.
84. ↑  Fox-Kemper, B.; Hewitt, H.T.; Xiao, C.; Aðalgeirsdóttir, G.; Drijfhout, S.S.; Edwards, T.L.; Golledge, N.R.; Hemer, M. et al. (2021). Masson-Delmotte, V.; Zhai, P.; Pirani, A. et al.. eds. “Chapter 9: Ocean, Cryosphere and Sea Level Change”. Climate Change 2021: The Physical Science Basis. Contribution of Working Group I to the Sixth Assessment Report of the Intergovernmental Panel on Climate Change (Cambridge University Press, Cambridge, UK and New York, NY, US).  オリジナルの24 October 2022時点におけるアーカイブ。 2022年10月22日閲覧。.
85. ↑  Ryu, Jong-Sik; Jacobson, Andrew D. (6 August 2012). “CO2 evasion from the Greenland Ice Sheet: A new carbon-climate feedback” (英語). Chemical Geology 320 (13):  80–95. Bibcode: 2012ChGeo.320...80R. doi:10.1016/j.chemgeo.2012.05.024.
86. ↑  Saros, Jasmine E.; Hazuková, Václava; Northington, Robert M.; Huston, Grayson P.; Lamb, Avery; Birkel, Sean; Pereira, Ryan; Bourdin, Guillaume et al. (2025-01-28). “Abrupt transformation of West Greenland lakes following compound climate extremes associated with atmospheric rivers”. Proceedings of the National Academy of Sciences 122 (4):  e2413855122. doi:10.1073/pnas.2413855122. PMC 11789078. PMID 39835905.
87. ↑  Chao-Fong, Léonie (2021年1月7日). “'Drastic' rise in high Arctic lightning has scientists worried”. The Guardian 2022年1月30日閲覧。
88. 1 2  Druckenmiller, Matthew; Thoman, Rick; Moon, Twila (2021年12月14日). “2021 Arctic Report Card reveals a (human) story of cascading disruptions, extreme events and global connections”. The Conversation 2022年1月30日閲覧。
89. ↑  “The Greening Arctic” (英語). earthobservatory.nasa.gov (2013年3月14日). 2025年4月3日閲覧。
90. ↑  “The Greening Arctic” (英語). earthobservatory.nasa.gov (2013年3月14日). 2025年4月3日閲覧。
91. ↑  Bjorkman, Anne D.; García Criado, Mariana; Myers-Smith, Isla H.; Ravolainen, Virve; Jónsdóttir, Ingibjörg Svala; Westergaard, Kristine Bakke; Lawler, James P.; Aronsson, Mora et al. (2019-03-30). “Status and trends in Arctic vegetation: Evidence from experimental warming and long-term monitoring”. Ambio 49 (3):  678–692. doi:10.1007/s13280-019-01161-6. ISSN 0044-7447. PMC 6989703. PMID 30929249.
92. ↑  Gutman, G.Garik (February 1991). “Vegetation indices from AVHRR: An update and future prospects”. Remote Sensing of Environment 35 (2–3):  121–136. Bibcode: 1991RSEnv..35..121G. doi:10.1016/0034-4257(91)90005-q. ISSN 0034-4257.
93. 1 2  Sonja, Myers-Smith, Isla H. Kerby, Jeffrey T. Phoenix, Gareth K. Bjerke, Jarle W. Epstein, Howard E. Assmann, Jakob J. John, Christian Andreu-Hayles, Laia Angers-Blondin, Sandra Beck, Pieter S. A. Berner, Logan T. Bhatt, Uma S. Bjorkman, Anne D. Blok, Daan Bryn, Anders Christiansen, Casper T. Cornelissen, J. Hans C. Cunliffe, Andrew M. Elmendorf, Sarah C. Forbes, Bruce C. Goetz, Scott J. Hollister, Robert D. de Jong, Rogier Loranty, Michael M. Macias-Fauria, Marc Maseyk, Kadmiel Normand, Signe Olofsson, Johan Parker, Thomas C. Parmentier, Frans-Jan W. Post, Eric Schaepman-Strub, Gabriela Stordal, Frode Sullivan, Patrick F. Thomas, Haydn J. D. Tommervik, Hans Treharne, Rachael Tweedie, Craig E. Walker, Donald A. Wilmking, Martin Wipf (2020). Complexity revealed in the greening of the Arctic. Umeå universitet, Institutionen för ekologi, miljö och geovetenskap. OCLC 1234747430
94. ↑  Berner, Logan T.; Massey, Richard; Jantz, Patrick; Forbes, Bruce C.; Macias-Fauria, Marc; Myers-Smith, Isla; Kumpula, Timo; Gauthier, Gilles et al. (December 2020). “Summer warming explains widespread but not uniform greening in the Arctic tundra biome” (英語). Nature Communications 11 (1):  4621. Bibcode: 2020NatCo..11.4621B. doi:10.1038/s41467-020-18479-5. ISSN 2041-1723. PMC 7509805. PMID 32963240.
95. ↑  Martin, Andrew; Petrokofsky, Gillian (2018-05-24). “Shrub growth and expansion in the Arctic tundra: an assessment of controlling factors using an evidence-based approach.”. Proceedings of the 5th European Congress of Conservation Biology (Jyväskylä: Jyvaskyla University Open Science Centre). doi:10.17011/conference/eccb2018/108642.
96. ↑  Myers-Smith, Isla H.; Hik, David S. (2017-09-25). “Climate warming as a driver of tundra shrubline advance”. Journal of Ecology 106 (2):  547–560. doi:10.1111/1365-2745.12817. hdl:20.500.11820/f12e7d9d-1c24-4b5f-ad86-96715e071c7b. ISSN 0022-0477.
97. ↑  Alatalo, Juha M.; Jägerbrand, Annika K.; Molau, Ulf (2014-08-14). “Climate change and climatic events: community-, functional- and species-level responses of bryophytes and lichens to constant, stepwise, and pulse experimental warming in an alpine tundra”. Alpine Botany 124 (2):  81–91. Bibcode: 2014AlBot.124...81A. doi:10.1007/s00035-014-0133-z. ISSN 1664-2201.
98. ↑  Alatalo, Juha M; Little, Chelsea J (2014-03-22). “Simulated global change: contrasting short and medium term growth and reproductive responses of a common alpine/Arctic cushion plant to experimental warming and nutrient enhancement”. SpringerPlus 3 (1):  157. doi:10.1186/2193-1801-3-157. ISSN 2193-1801. PMC 4000594. PMID 24790813.
99. ↑  Loranty, Michael M; Goetz, Scott J; Beck, Pieter S A (2011-04-01). “Tundra vegetation effects on pan-Arctic albedo”. Environmental Research Letters 6 (2):  024014. Bibcode: 2011ERL.....6b4014L. doi:10.1088/1748-9326/6/2/024014. ISSN 1748-9326.
100. ↑  Belke-Brea, M.; Domine, F.; Barrere, M.; Picard, G.; Arnaud, L. (2020-01-15). “Impact of Shrubs on Winter Surface Albedo and Snow Specific Surface Area at a Low Arctic Site: In Situ Measurements and Simulations”. Journal of Climate 33 (2):  597–609. Bibcode: 2020JCli...33..597B. doi:10.1175/jcli-d-19-0318.1. ISSN 0894-8755.
101. ↑  Jeong, Su-Jong; Bloom, A. Anthony; Schimel, David; Sweeney, Colm; Parazoo, Nicholas C.; Medvigy, David; Schaepman-Strub, Gabriela; Zheng, Chunmiao et al. (July 2018). “Accelerating rates of Arctic carbon cycling revealed by long-term atmospheric CO 2 measurements”. Science Advances 4 (7):  eaao1167. Bibcode: 2018SciA....4.1167J. doi:10.1126/sciadv.aao1167. ISSN 2375-2548. PMC 6040845. PMID 30009255.
102. ↑  Martin, Andrew C.; Jeffers, Elizabeth S.; Petrokofsky, Gillian; Myers-Smith, Isla; Macias-Fauria, Marc (August 2017). “Shrub growth and expansion in the Arctic tundra: An assessment of controlling factors using an evidence-based approach” (英語). Environmental Research Letters 12 (8):  085007. Bibcode: 2017ERL....12h5007M. doi:10.1088/1748-9326/aa7989.
103. 1 2  Descamps, Sébastien; Aars, Jon; Fuglei, Eva; Kovacs, Kit M.; Lydersen, Christian; Pavlova, Olga; Pedersen, Åshild Ø.; Ravolainen, Virve et al. (2016-06-28). “Climate change impacts on wildlife in a High Arctic archipelago – Svalbard, Norway”. Global Change Biology 23 (2):  490–502. doi:10.1111/gcb.13381. ISSN 1354-1013. PMID 27250039.
104. ↑  More Than 200 Reindeer Found Dead in Norway, Starved by Climate Change By Mindy Weisberger. Live Science, 29 July 2019
105. ↑  DeWeaver, Eric (2007年). “Uncertainty in Climate Model Projections of Arctic Sea Ice Decline: An Evaluation Relevant to Polar Bears”.  United States Department of the Interior. 2009年5月9日時点のオリジナルよりアーカイブ。2025年4月5日閲覧。
106. ↑  Broder, John; Revkin, Andrew C. (2007年7月8日). “Warming Is Seen as Wiping Out Most Polar Bears”. The New York Times 2007年9月23日閲覧。
107. ↑  Clark, Jason A; Tape, Ken D; Baskaran, Latha; Elder, Clayton; Miller, Charles; Miner, Kimberley; O'Donnell, Jonathan A; Jones, Benjamin M (3 July 2023). “Do beaver ponds increase methane emissions along Arctic tundra streams?” (英語). Environmental Research Letters 18 (7). Bibcode: 2023ERL....18g5004C. doi:10.1088/1748-9326/acde8e.
108. ↑  Struzik, Ed (2011年2月14日). “Arctic Roamers: The Move of Southern Species into Far North”. Environment360.   Yale University. 2016年7月19日閲覧。 “Grizzly bears mating with polar bears. Red foxes out-competing Arctic foxes. Exotic diseases making their way into once-isolated polar realms. These are just some of the worrisome phenomena now occurring as Arctic temperatures soar and the Arctic Ocean, a once-impermeable barrier, melts.”
109. 1 2  Isaksen, Ketil; Nordli, Øyvind (15 June 2022). “Exceptional warming over the Barents area” (英語). Scientific Reports 12 (1):  9371. Bibcode: 2022NatSR..12.9371I. doi:10.1038/s41598-022-13568-5. PMC 9200822. PMID 35705593.
110. ↑  Yasunaka, Sayaka; Manizza, Manfredi; Terhaar, Jens; Olsen, Are; Yamaguchi, Ryohei; Landschützer, Peter; Watanabe, Eiji; Carroll, Dustin et al. (10 November 2023). “An Assessment of CO2 Uptake in the Arctic Ocean From 1985 to 2018”. Global Biogeochemical Cycles 37 (11):  e2023GB007806. doi:10.1029/2023GB007806.
111. ↑  Richaud, Benjamin; Fennel, Katja; Oliver, Eric C. J.; DeGrandpre, Michael D.; Bourgeois, Timothée; Hu, Xianmin; Lu, Youyu (11 July 2023). “Underestimation of oceanic carbon uptake in the Arctic Ocean: ice melt as predictor of the sea ice carbon pump”. The Cryosphere 17 (7):  2665–2680. Bibcode: 2023TCry...17.2665R. doi:10.5194/tc-17-2665-2023.
112. ↑  Helen Briggs (2019年5月30日). “Climate change link to puffin deaths” (英語). BBC News. 2023年6月25日閲覧。
113. ↑  Weiser, E.L.; Brown, S.C.; Lanctot, R.B.; River Gates, H.; Abraham, K.F. et al. (2018). “Effects of environmental conditions on reproductive effort and nest success of Arctic-breeding shorebirds”. Ibis 160 (3):  608–623. doi:10.1111/ibi.12571. hdl:10919/99313.
114. ↑  Saalfeld, Sarah T.; Hill, Brooke L.; Hunter, Christine M.; Frost, Charles J.; Lanctot, Richard B. (27 July 2021). “Warming Arctic summers unlikely to increase productivity of shorebirds through renesting”. Scientific Reports 11 (1):  15277. Bibcode: 2021NatSR..1115277S. doi:10.1038/s41598-021-94788-z. PMC 8316457. PMID 34315998.
115. ↑  “Walruses in a Time of Climate Change” (英語). Arctic Program (2016年7月14日). 2021年5月19日閲覧。
116. ↑  “Arctic tundra becoming source of carbon dioxide emissions”. NOAA logo National Oceanic and Atmospheric Administration. 2024年12月22日閲覧。
117. ↑  “Terrestrial Permafrost” (英語). Arctic Program (2017年10月24日). 2021年5月18日閲覧。
118. ↑  Sayedi, Sayedeh Sara; Abbott, Benjamin W; Thornton, Brett F; Frederick, Jennifer M; Vonk, Jorien E; Overduin, Paul; Schädel, Christina; Schuur, Edward A G et al. (2020-12-01). “Subsea permafrost carbon stocks and climate change sensitivity estimated by expert assessment”. Environmental Research Letters 15 (12):  B027-08. Bibcode: 2020AGUFMB027...08S. doi:10.1088/1748-9326/abcc29. ISSN 1748-9326.
119. ↑  Hugelius, G.; Strauss, J.; Zubrzycki, S.; Harden, J. W.; Schuur, E. A. G.; Ping, C.-L.; Schirrmeister, L.; Grosse, G. et al. (2014-12-01). “Estimated stocks of circumpolar permafrost carbon with quantified uncertainty ranges and identified data gaps”. Biogeosciences 11 (23):  6573–6593. Bibcode: 2014BGeo...11.6573H. doi:10.5194/bg-11-6573-2014. ISSN 1726-4189.
120. ↑  “Permafrost and the Global Carbon Cycle” (英語). Arctic Program (2019年10月31日). 2021年5月18日閲覧。
121. 1 2 3 4 5  Schuur, Edward A. G.; Abbott, Benjamin W.; Commane, Roisin; Ernakovich, Jessica; Euskirchen, Eugenie; Hugelius, Gustaf; Grosse, Guido; Jones, Miriam et al. (2022). “Permafrost and Climate Change: Carbon Cycle Feedbacks From the Warming Arctic”. Annual Review of Environment and Resources 47:  343–371. doi:10.1146/annurev-environ-012220-011847.
122. ↑  Natali, Susan M.; Holdren, John P.; Rogers, Brendan M.; Treharne, Rachael; Duffy, Philip B.; Pomerance, Rafe; MacDonald, Erin (10 December 2020). “Permafrost carbon feedbacks threaten global climate goals”. Proceedings of the National Academy of Sciences 118 (21). doi:10.1073/pnas.2100163118. PMC 8166174. PMID 34001617.
123. ↑  “Scientists shocked by Arctic permafrost thawing 70 years sooner than predicted” (英語). The Guardian. (2019年6月18日). ISSN 0261-3077 2019年7月2日閲覧。
124. ↑  Bernhard, Philipp; Zwieback, Simon; Hajnsek, Irena (2 May 2022). “Accelerated mobilization of organic carbon from retrogressive thaw slumps on the northern Taymyr Peninsula”. The Cryosphere 16 (7):  2819–2835. Bibcode: 2022TCry...16.2819B. doi:10.5194/tc-16-2819-2022.
125. ↑  “永久凍土の融解でシベリアの「地獄の入り口」が拡大中、直径1kmに | Forbes JAPAN 公式サイト（フォーブス ジャパン）”. forbesjapan.com. 2025年7月2日閲覧。
126. ↑  Armstrong McKay, David; Abrams, Jesse; Winkelmann, Ricarda; Sakschewski, Boris; Loriani, Sina; Fetzer, Ingo; Cornell, Sarah; Rockström, Johan et al. (9 September 2022). “Exceeding 1.5°C global warming could trigger multiple climate tipping points” (英語). Science 377 (6611):  eabn7950. doi:10.1126/science.abn7950. hdl:10871/131584. ISSN 0036-8075. PMID 36074831.
127. ↑  Nitzbon, J.; Schneider von Deimling, T.; Aliyeva, M. (2024). “No respite from permafrost-thaw impacts in the absence of a global tipping point.”. Nature Climate Change (14):  573–585.
128. 1 2  Tarnocai, C.; Canadell, J. G.; Schuur, E. A. G.; Kuhry, P.; Mazhitova, G.; Zimov, S. (June 2009). “Soil organic carbon pools in the northern circumpolar permafrost region”. Global Biogeochemical Cycles 23 (2):  GB2023. Bibcode: 2009GBioC..23.2023T. doi:10.1029/2008gb003327.
129. ↑  Schuur (2011). “High risk of permafrost thaw”. Nature 480 (7375):  32–33. Bibcode: 2011Natur.480...32S. doi:10.1038/480032a. PMID 22129707.
130. ↑  Bockheim, J.G. & Hinkel, K.M. (2007). “The importance of "Deep" organic carbon in permafrost-affected soils of Arctic Alaska”. Soil Science Society of America Journal 71 (6):  1889–92. Bibcode: 2007SSASJ..71.1889B. doi:10.2136/sssaj2007.0070N.  オリジナルの17 July 2009時点におけるアーカイブ。 2010年6月5日閲覧。.
131. ↑  Fox-Kemper, B., H. T. Hewitt, C. Xiao, G. Aðalgeirsdóttir, S. S. Drijfhout, T. L. Edwards, N. R. Golledge, M. Hemer, R. E. Kopp, G.  Krinner, A. Mix, D. Notz, S. Nowicki, I. S. Nurhati, L. Ruiz, J.-B. Sallée, A. B. A. Slangen, and Y. Yu, 2021: Chapter 9: Ocean, Cryosphere and Sea Level Change. In Climate Change 2021: The Physical Science Basis. Contribution of Working Group I to the Sixth Assessment Report of the Intergovernmental Panel on Climate Change. [Masson-Delmotte, V., P. Zhai, A. Pirani, S. L.  Connors, C. Péan, S. Berger, N. Caud, Y. Chen, L. Goldfarb, M. I. Gomis, M. Huang, K. Leitzell, E. Lonnoy, J. B. R. Matthews, T. K. Maycock, T. Waterfield, O. Yelekçi, R. Yu, and B. Zhou (eds.)]. Cambridge University Press, Cambridge, United Kingdom and New York, NY, USA, pp. 1211–1362, doi:10.1017/9781009157896.011.
132. ↑  IPCC: Table SPM-2, in: Summary for Policymakers (archived 16 July 2014), in: IPCC AR5 WG1 2013, p. 21
133. 1 2  Schuur, Edward A. G.; Abbott, Benjamin W.; Commane, Roisin; Ernakovich, Jessica; Euskirchen, Eugenie; Hugelius, Gustaf; Grosse, Guido; Jones, Miriam et al. (2022). “Permafrost and Climate Change: Carbon Cycle Feedbacks From the Warming Arctic”. Annual Review of Environment and Resources 47:  343–371. doi:10.1146/annurev-environ-012220-011847.
134. 1 2  Fox-Kemper, B., H. T. Hewitt, C. Xiao, G. Aðalgeirsdóttir, S. S. Drijfhout, T. L. Edwards, N. R. Golledge, M. Hemer, R. E. Kopp, G.  Krinner, A. Mix, D. Notz, S. Nowicki, I. S. Nurhati, L. Ruiz, J.-B. Sallée, A. B. A. Slangen, and Y. Yu, 2021: Chapter 9: Ocean, Cryosphere and Sea Level Change. In Climate Change 2021: The Physical Science Basis. Contribution of Working Group I to the Sixth Assessment Report of the Intergovernmental Panel on Climate Change. [Masson-Delmotte, V., P. Zhai, A. Pirani, S. L.  Connors, C. Péan, S. Berger, N. Caud, Y. Chen, L. Goldfarb, M. I. Gomis, M. Huang, K. Leitzell, E. Lonnoy, J. B. R. Matthews, T. K. Maycock, T. Waterfield, O. Yelekçi, R. Yu, and B. Zhou (eds.)]. Cambridge University Press, Cambridge, United Kingdom and New York, NY, USA, pp. 1211–1362, doi:10.1017/9781009157896.011.
135. ↑  Schellnhuber, Hans Joachim; Winkelmann, Ricarda; Scheffer, Marten; Lade, Steven J.; Fetzer, Ingo; Donges, Jonathan F.; Crucifix, Michel; Cornell, Sarah E. et al. (2018). “Trajectories of the Earth System in the Anthropocene”. Proceedings of the National Academy of Sciences 115 (33):  8252–8259. Bibcode: 2018PNAS..115.8252S. doi:10.1073/pnas.1810141115. ISSN 0027-8424. PMC 6099852. PMID 30082409.
136. ↑  Armstrong McKay, David; Abrams, Jesse; Winkelmann, Ricarda; Sakschewski, Boris; Loriani, Sina; Fetzer, Ingo; Cornell, Sarah; Rockström, Johan et al. (9 September 2022). “Exceeding 1.5°C global warming could trigger multiple climate tipping points” (英語). Science 377 (6611):  eabn7950. doi:10.1126/science.abn7950. hdl:10871/131584. ISSN 0036-8075. PMID 36074831.
137. ↑  Armstrong McKay, David (2022年9月9日). “Exceeding 1.5°C global warming could trigger multiple climate tipping points – paper explainer” (英語). climatetippingpoints.info. 2022年10月2日閲覧。
138. ↑  Winiger, P; Andersson, A; Stohl, A; Gustafsson, Ö. (15 September 2016). “The sources of atmospheric black carbon at a European gateway to the Arctic”. Nature Communications 7 (1):  12776. Bibcode: 2016NatCo...712776W. doi:10.1038/ncomms12776.
139. 1 2  Qi, Ling; Wang, Shuxiao (November 2019). “Sources of black carbon in the atmosphere and in snow in the Arctic”. Science of the Total Environment 691:  442–454. Bibcode: 2019ScTEn.691..442Q. doi:10.1016/j.scitotenv.2019.07.073. ISSN 0048-9697. PMID 31323589.
140. ↑  Stohl, A.; Klimont, Z.; Eckhardt, S.; Kupiainen, K.; Chevchenko, V.P.; Kopeikin, V.M.; Novigatsky, A.N. (2013), “Black carbon in the Arctic: the underestimated role of gas flaring and residential combustion emissions”, Atmos. Chem. Phys. 13 (17):  8833–8855, Bibcode: 2013ACP....13.8833S, doi:10.5194/acp-13-8833-2013
141. ↑  Stanley, Michael (2018年12月10日). “Gas flaring: An industry practice faces increasing global attention”.   World Bank. 2019年2月15日時点のオリジナルよりアーカイブ。2020年1月20日閲覧。
142. ↑  Zhu, Chunmao; Kanaya, Yugo; Takigawa, Masayuki; Ikeda, Kohei; Tanimoto, Hiroshi; Taketani, Fumikazu; Miyakawa, Takuma; Kobayashi, Hideki et al. (2019-09-24). “Flexpart v10.1 simulation of source contributions to Arctic black carbon”. Atmospheric Chemistry and Physics. doi:10.5194/acp-2019-590.
143. ↑  “The Race to Understand Black Carbon's Climate Impact”.   ClimateCentral (2017年). 2017年11月22日時点のオリジナルよりアーカイブ。2017年5月21日閲覧。
144. ↑  Zhang, Qiang; Wan, Zheng; Hemmings, Bill; Abbasov, Faig (December 2019). “Reducing black carbon emissions from Arctic shipping: Solutions and policy implications”. Journal of Cleaner Production 241:  118261. Bibcode: 2019JCPro.24118261Z. doi:10.1016/j.jclepro.2019.118261. ISSN 0959-6526.
145. 1 2  Witze, Alexandra (2020-09-10). “The Arctic is burning like never before — and that's bad news for climate change”. Nature 585 (7825):  336–337. Bibcode: 2020Natur.585..336W. doi:10.1038/d41586-020-02568-y. ISSN 0028-0836. PMID 32913318.
146. 1 2  McGrath, Matt (2022年3月19日). “Climate change: Wildfire smoke linked to Arctic melting”. BBC 2022年3月20日閲覧。
147. ↑  Shindell, Drew T.; Faluvegi, Greg; Koch, Dorothy M.; Schmidt, Gavin A.; Unger, Nadine; Bauer, Susanne E. (2009). “Improved attribution of climate forcing to emissions”. Science 326 (5953):  716–718. Bibcode: 2009Sci...326..716S. doi:10.1126/science.1174760. PMID 19900930.
148. ↑  Kennett, James P.; Cannariato, Kevin G.; Hendy, Ingrid L.; Behl, Richard J. (2003). Methane Hydrates in Quaternary Climate Change: The Clathrate Gun Hypothesis. Washington DC: American Geophysical Union. doi:10.1029/054SP. ISBN 978-0-87590-296-8
149. ↑  Schellnhuber, Hans Joachim; Winkelmann, Ricarda; Scheffer, Marten; Lade, Steven J.; Fetzer, Ingo; Donges, Jonathan F.; Crucifix, Michel; Cornell, Sarah E. et al. (2018). “Trajectories of the Earth System in the Anthropocene”. Proceedings of the National Academy of Sciences 115 (33):  8252–8259. Bibcode: 2018PNAS..115.8252S. doi:10.1073/pnas.1810141115. ISSN 0027-8424. PMC 6099852. PMID 30082409.
150. 1 2  Fox-Kemper, B.; Hewitt, H.T.; Xiao, C.; Aðalgeirsdóttir, G.; Drijfhout, S.S.; Edwards, T.L.; Golledge, N.R.; Hemer, M. et al. (2021). Masson-Delmotte, V.; Zhai, P.; Pirani, A. et al.. eds. “Chapter 5: Global Carbon and other Biogeochemical Cycles and Feedbacks”. Climate Change 2021: The Physical Science Basis. Contribution of Working Group I to the Sixth Assessment Report of the Intergovernmental Panel on Climate Change (Cambridge University Press, Cambridge, UK and New York, NY, USA):  5. doi:10.1017/9781009157896.011.
151. ↑  Moskvitch, Katia (2014). “Mysterious Siberian crater attributed to methane”. Nature. doi:10.1038/nature.2014.15649.  オリジナルの2014-11-19時点におけるアーカイブ。 2014年8月4日閲覧。.
152. ↑  Armstrong McKay, David; Abrams, Jesse; Winkelmann, Ricarda; Sakschewski, Boris; Loriani, Sina; Fetzer, Ingo; Cornell, Sarah; Rockström, Johan et al. (9 September 2022). “Exceeding 1.5°C global warming could trigger multiple climate tipping points” (英語). Science 377 (6611):  eabn7950. doi:10.1126/science.abn7950. hdl:10871/131584. ISSN 0036-8075. PMID 36074831.
153. ↑  Armstrong McKay, David (2022年9月9日). “Exceeding 1.5°C global warming could trigger multiple climate tipping points – paper explainer” (英語). climatetippingpoints.info. 2022年10月2日閲覧。
154. ↑  IPCC, 2021: Annex VII: Glossary [Matthews, J.B.R., V. Möller, R. van Diemen, J.S. Fuglestvedt, V. Masson-Delmotte, C.  Méndez, S. Semenov, A. Reisinger (eds.)]. In Climate Change 2021: The Physical Science Basis. Contribution of Working Group I to the Sixth Assessment Report of the Intergovernmental Panel on Climate Change [Masson-Delmotte, V., P. Zhai, A. Pirani, S.L. Connors, C. Péan, S. Berger, N. Caud, Y. Chen, L. Goldfarb, M.I. Gomis, M. Huang, K. Leitzell, E. Lonnoy, J.B.R. Matthews, T.K. Maycock, T. Waterfield, O. Yelekçi, R. Yu, and B. Zhou (eds.)]. Cambridge University Press, Cambridge, United Kingdom and New York, NY, USA, pp. 2215–2256, doi:10.1017/9781009157896.022.
155. ↑  “NOAA Scientists Detect a Reshaping of the Meridional Overturning Circulation in the Southern Ocean”.  NOAA (2023年3月29日). 2025年4月5日閲覧。
156. ↑  Hutchinson, David; Coxall, Helen; O'Regan, Matt; Nilsson, Johan; Caballero, Rodrigo; de Boer, Agatha (2020-03-23). “Arctic closure as a trigger for Atlantic overturning at the Eocene-Oligocene Transition”. EGU General Assembly Conference Abstracts:  7493. Bibcode: 2020EGUGA..22.7493H. doi:10.5194/egusphere-egu2020-7493.
157. ↑  Molina, Maria J.; Hu, Aixue; Meehl, Gerald A. (22 November 2021). “Response of Global SSTs and ENSO to the Atlantic and Pacific Meridional Overturning Circulations”. Journal of Climate 35 (1):  49–72. doi:10.1175/JCLI-D-21-0172.1. OSTI 1845078.
158. ↑  “New study suggests the Atlantic overturning circulation AMOC "is on tipping course"”.   RealClimate (2024年2月9日). 2025年4月5日閲覧。
159. ↑  Gierz, Paul (31 August 2015). “Response of Atlantic Overturning to future warming in a coupled atmosphere-ocean-ice sheet model”. Geophysical Research Letters 42 (16):  6811–6818. Bibcode: 2015GeoRL..42.6811G. doi:10.1002/2015GL065276.
160. ↑  “Explainer: Nine 'tipping points' that could be triggered by climate change” (英語). Carbon Brief (2020年2月10日). 2021年9月4日閲覧。
161. ↑  Armstrong McKay, David; Abrams, Jesse; Winkelmann, Ricarda; Sakschewski, Boris; Loriani, Sina; Fetzer, Ingo; Cornell, Sarah; Rockström, Johan et al. (9 September 2022). “Exceeding 1.5°C global warming could trigger multiple climate tipping points” (英語). Science 377 (6611):  eabn7950. doi:10.1126/science.abn7950. hdl:10871/131584. ISSN 0036-8075. PMID 36074831.
162. ↑  “Atlantic circulation collapse could cut British crop farming” (英語). Phys.org (2020年1月13日). 2022年10月3日閲覧。
163. ↑  Lenton, T. M.; Armstrong McKay, D.I.; Loriani, S.; Abrams, J.F.; Lade, S.J.; Donges, J.F.; Milkoreit, M.; Powell, T.; Smith, S.R.; Zimm, C.; Buxton, J.E.; Daube, Bruce C.; Krummel, Paul B.; Loh, Zoë; Luijkx, Ingrid T. (2023). The Global Tipping Points Report 2023 (Report). University of Exeter.
164. ↑  Hansen, J.; Sato, M.; Hearty, P.; Ruedy, R.; Kelley, M. et al. (2015-07-23). “Ice melt, sea level rise and superstorms: evidence from paleoclimate data, climate modeling, and modern observations that 2 °C global warming is highly dangerous”. Atmospheric Chemistry and Physics Discussions 15 (14):  20059–20179. Bibcode: 2015ACPD...1520059H. doi:10.5194/acpd-15-20059-2015.
165. ↑  IPCC, 2019: Summary for Policymakers. In: IPCC Special Report on the Ocean and Cryosphere in a Changing Climate [H.-O. Pörtner, D.C. Roberts, V. Masson-Delmotte, P. Zhai, M. Tignor, E. Poloczanska, K. Mintenbeck, A. Alegría, M.  Nicolai, A. Okem, J. Petzold, B. Rama, N.M. Weyer (eds.)]. Cambridge University Press, Cambridge, UK and New York, NY, USA. doi:10.1017/9781009157964.001.
166. ↑  Mecking, J.V.; Drijfhout, S.S.; Jackson, L.C.; Andrews, M.B. (2017-01-01). “The effect of model bias on Atlantic freshwater transport and implications for AMOC bi-stability”. Tellus A: Dynamic Meteorology and Oceanography 69 (1):  1299910. Bibcode: 2017TellA..6999910M. doi:10.1080/16000870.2017.1299910.
167. ↑  Weijer, W.; Cheng, W.; Drijfhout, S. S.; Fedorov, A. V.; Hu, A.; Jackson, L. C.; Liu, W.; McDonagh, E. L. et al. (2019). “Stability of the Atlantic Meridional Overturning Circulation: A Review and Synthesis” (英語). Journal of Geophysical Research: Oceans 124 (8):  5336–5375. Bibcode: 2019JGRC..124.5336W. doi:10.1029/2019JC015083. ISSN 2169-9275.
168. ↑  Lohmann, Johannes; Ditlevsen, Peter D. (2021-03-02). “Risk of tipping the overturning circulation due to increasing rates of ice melt” (英語). Proceedings of the National Academy of Sciences 118 (9):  e2017989118. Bibcode: 2021PNAS..11817989L. doi:10.1073/pnas.2017989118. ISSN 0027-8424. PMC 7936283. PMID 33619095.
169. ↑   Climate Change 2023: Synthesis Report. Contribution of Working Groups I, II and III to the Sixth Assessment Report of the Intergovernmental Panel on Climate Change. Geneva, Switzerland: United Nations. (2023). pp. 18, 78 2024年11月21日閲覧。
170. ↑  Archer, Cristina L.; Caldeira, Ken (18 April 2008). “Historical trends in the jet streams” (英語). Geophysical Research Letters 35 (8). Bibcode: 2008GeoRL..35.8803A. doi:10.1029/2008GL033614.
171. ↑  “Jet stream found to be permanently drifting north” (英語).  Associated Press (2008年4月18日). 2016年8月17日時点のオリジナルよりアーカイブ。2022年10月7日閲覧。
172. ↑  Rantanen, Mika; Karpechko, Alexey Yu; Lipponen, Antti; Nordling, Kalle; Hyvärinen, Otto; Ruosteenoja, Kimmo; Vihma, Timo; Laaksonen, Ari (11 August 2022). “The Arctic has warmed nearly four times faster than the globe since 1979” (英語). Communications Earth & Environment 3 (1):  168. Bibcode: 2022ComEE...3..168R. doi:10.1038/s43247-022-00498-3. hdl:11250/3115996. ISSN 2662-4435.
173. ↑  “The Arctic is warming four times faster than the rest of the world” (英語). Science Magazine (2021年12月14日). 2023年11月8日時点のオリジナルよりアーカイブ。2022年10月6日閲覧。
174. ↑  Damian Carrington (2022年6月15日). “New data reveals extraordinary global heating in the Arctic” (英語). The Guardian. 2023年10月1日時点のオリジナルよりアーカイブ。2022年10月7日閲覧。
175. ↑  Zielinski, G.; Mershon, G. (1997). “Paleoenvironmental implications of the insoluble microparticle record in the GISP2 (Greenland) ice core during the rapidly changing climate of the Pleistocene-Holocene transition”. Bulletin of the Geological Society of America 109 (5):  547–559. Bibcode: 1997GSAB..109..547Z. doi:10.1130/0016-7606(1997)109<0547:piotim>2.3.co;2.
176. ↑  Lue, J.-M.; Kim, S.-J.; Abe-Ouchi, A.; Yu, Y.; Ohgaito, R. (2010). “Arctic Oscillation during the Mid-Holocene and Last Glacial Maximum from PMIP2 Coupled Model Simulations”. Journal of Climate 23 (14):  3792–3813. Bibcode: 2010JCli...23.3792L. doi:10.1175/2010JCLI3331.1.
177. ↑  Mitchell, Daniel M.; Osprey, Scott M.; Gray, Lesley J.; Butchart, Neal; Hardiman, Steven C.; Charlton-Perez, Andrew J.; Watson, Peter (August 2012). “The Effect of Climate Change on the Variability of the Northern Hemisphere Stratospheric Polar Vortex” (英語). Journal of the Atmospheric Sciences 69 (8):  2608–2618. Bibcode: 2012JAtS...69.2608M. doi:10.1175/jas-d-12-021.1. ISSN 0022-4928.
178. ↑  Masato, Giacomo; Hoskins, Brian J.; Woollings, Tim (2013). “Winter and Summer Northern Hemisphere Blocking in CMIP5 Models”. Journal of Climate 26 (18):  7044–7059. Bibcode: 2013JCli...26.7044M. doi:10.1175/JCLI-D-12-00466.1.
179. ↑  Liu, Jiping; Curry, Judith A.; Wang, Huijun; Song, Mirong; Horton, Radley M. (27 February 2012). “Impact of declining Arctic sea ice on winter snowfall” (英語). PNAS 109 (11):  4074–4079. Bibcode: 2012PNAS..109.4074L. doi:10.1073/pnas.1114910109. PMC 3306672. PMID 22371563.
180. ↑  Screen, James A. (15 June 2014). “Arctic amplification decreases temperature variance in northern mid- to high-latitudes”. Nature Climate Change 4 (7):  577–582. Bibcode: 2014NatCC...4..577S. doi:10.1038/nclimate2268. hdl:10871/15095.  オリジナルの23 February 2022時点におけるアーカイブ。 2022年10月8日閲覧。.
181. ↑  Weng, H. (2012). “Impacts of multi-scale solar activity on climate. Part I: Atmospheric circulation patterns and climate extremes”. Advances in Atmospheric Sciences 29 (4):  867–886. Bibcode: 2012AdAtS..29..867W. doi:10.1007/s00376-012-1238-1.
182. ↑  James E. Overland (December 8, 2013). “Atmospheric science: Long-range linkage”. Nature Climate Change 4 (1):  11–12. Bibcode: 2014NatCC...4...11O. doi:10.1038/nclimate2079.
183. ↑  Seviour, William J.M. (14 April 2017). “Weakening and shift of the Arctic stratospheric polar vortex: Internal variability or forced response?”. Geophysical Research Letters 44 (7):  3365–3373. Bibcode: 2017GeoRL..44.3365S. doi:10.1002/2017GL073071. hdl:1983/caf74781-222b-4735-b171-8842cead4086.
184. ↑  van Oldenborgh, Geert Jan; Mitchell-Larson, Eli; Vecchi, Gabriel A.; de Vries, Hylke; Vautar, Robert; Otto, Friederike (22 November 2019). “Cold waves are getting milder in the northern midlatitudes” (英語). Environmental Research Letters 14 (11):  114004. Bibcode: 2019ERL....14k4004V. doi:10.1088/1748-9326/ab4867.
185. ↑  Blackport, Russell; Screen, James A.; van der Wiel, Karin; Bintanja, Richard (September 2019). “Minimal influence of reduced Arctic sea ice on coincident cold winters in mid-latitudes”. Nature Climate Change 9 (9):  697–704. Bibcode: 2019NatCC...9..697B. doi:10.1038/s41558-019-0551-4. hdl:10871/39784.
186. ↑  Blackport, Russell; Screen, James A. (February 2020). “Insignificant effect of Arctic amplification on the amplitude of midlatitude atmospheric waves”. Science Advances 6 (8):  eaay2880. Bibcode: 2020SciA....6.2880B. doi:10.1126/sciadv.aay2880. PMC 7030927. PMID 32128402.
187. ↑  “PAMIP – Polar Amplification Model Intercomparison Project” (英語). www.wcrp-climate.org. 2025年4月5日閲覧。
188. ↑  Streffing, Jan; Semmler, Tido; Zampieri, Lorenzo; Jung, Thomas (24 September 2021). “Response of Northern Hemisphere Weather and Climate to Arctic Sea Ice Decline: Resolution Independence in Polar Amplification Model Intercomparison Project (PAMIP) Simulations” (英語). Journal of Climate 34 (20):  8445–8457. Bibcode: 2021JCli...34.8445S. doi:10.1175/JCLI-D-19-1005.1.
189. ↑  Paul Voosen (2021年5月12日). “Landmark study casts doubt on controversial theory linking melting Arctic to severe winter weather” (英語). Science Magazine. 2023年3月9日時点のオリジナルよりアーカイブ。2022年10月7日閲覧。
190. ↑  Smith, D.M.; Eade, R.; Andrews, M.B. (7 February 2022). “Robust but weak winter atmospheric circulation response to future Arctic sea ice loss” (英語). Nature Communications 13 (1):  727. Bibcode: 2022NatCo..13..727S. doi:10.1038/s41467-022-28283-y. PMC 8821642. PMID 35132058.
191. ↑  Eckel, Mike (2007年9月20日). “Russia: Tests Show Arctic Ridge Is Ours”. The Washington Post. Associated Press 2007年9月21日閲覧。[リンク切れ]
192. 1 2 3 4  “Territorial Claims in the Arctic Circle: An Explainer” (英語). The Observer. 2021年5月19日閲覧。
193. ↑  Humpert, Malte; Raspotnik, Andreas (2012). “The Future of Shipping Along the Transpolar Sea Route”. The Arctic Yearbook 1 (1):  281–307.  オリジナルの21 January 2016時点におけるアーカイブ。 2015年11月18日閲覧。.
194. 1 2 3 4 5 6  Hassol, Susan Joy (2004). Impacts of a warming Arctic (Reprinted ed.). Cambridge, UK: Cambridge University Press. ISBN 978-0-521-61778-9
195. ↑  Bekkers, Eddy; Francois, Joseph F.; Rojas-Romagosa, Hugo (2016-12-01). “Melting Ice Caps and the Economic Impact of Opening the Northern Sea Route” (英語). The Economic Journal 128 (610):  1095–1127. doi:10.1111/ecoj.12460. ISSN 1468-0297.
196. ↑  Hjort, Jan; Karjalainen, Olli; Aalto, Juha; Westermann, Sebastian; Romanovsky, Vladimir E.; Nelson, Frederick E.; Etzelmüller, Bernd; Luoto, Miska (2018-12-11). “Degrading permafrost puts Arctic infrastructure at risk by mid-century” (英語). Nature Communications 9 (1):  5147. doi:10.1038/s41467-018-07557-4. ISSN 2041-1723.
197. ↑  Ramage, Justine; Jungsberg, Leneisja; Wang, Shinan; Westermann, Sebastian; Lantuit, Hugues; Heleniak, Timothy (6 January 2021). “Population living on permafrost in the Arctic”. Population and Environment 43:  22–38. doi:10.1007/s11111-020-00370-6.
198. ↑  Nelson, F. E.; Anisimov, O. A.; Shiklomanov, N. I. (2002-07-01). “Climate Change and Hazard Zonation in the Circum-Arctic Permafrost Regions”. Natural Hazards 26 (3):  203–225. doi:10.1023/A:1015612918401.
199. ↑  Barry, Roger Graham; Gan, Thian-Yew (2021). The global cryosphere past, present and future (Second revised ed.). Cambridge, United Kingdom: Cambridge University Press. ISBN 978-1-108-48755-9. OCLC 1256406954
200. 1 2  Hjort, Jan; Streletskiy, Dmitry; Doré, Guy; Wu, Qingbai; Bjella, Kevin; Luoto, Miska (11 January 2022). “Impacts of permafrost degradation on infrastructure”. Nature Reviews Earth & Environment 3 (1):  24–38. Bibcode: 2022NRvEE...3...24H. doi:10.1038/s43017-021-00247-8. hdl:10138/344541.
201. 1 2  Hjort, Jan; Karjalainen, Olli; Aalto, Juha; Westermann, Sebastian; Romanovsky, Vladimir E.; Nelson, Frederick E.; Etzelmüller, Bernd; Luoto, Miska (11 December 2018). “Degrading permafrost puts Arctic infrastructure at risk by mid-century”. Nature Communications 9 (1):  5147. Bibcode: 2018NatCo...9.5147H. doi:10.1038/s41467-018-07557-4. PMC 6289964. PMID 30538247.
202. ↑  Melvin, April M.; Larsen, Peter; Boehlert, Brent; Neumann, James E.; Chinowsky, Paul; Espinet, Xavier; Martinich, Jeremy; Baumann, Matthew S. et al. (26 December 2016). “Climate change damages to Alaska public infrastructure and the economics of proactive adaptation”. Proceedings of the National Academy of Sciences 114 (2):  E122–E131. doi:10.1073/pnas.1611056113. PMC 5240706. PMID 28028223.
203. ↑  Tsui, Emily (2021年3月4日). “Reducing Individual Costs of Permafrost Thaw Damage in Canada's Arctic”. The Arctic Institute. 2025年4月5日閲覧。
204. ↑  Melnikov, Vladimir; Osipov, Victor; Brouchkov, Anatoly V.; Falaleeva, Arina A.; Badina, Svetlana V.; Zheleznyak, Mikhail N.; Sadurtdinov, Marat R.; Ostrakov, Nikolay A. et al. (24 January 2022). “Climate warming and permafrost thaw in the Russian Arctic: potential economic impacts on public infrastructure by 2050”. Natural Hazards 112 (1):  231–251. Bibcode: 2022NatHa.112..231M. doi:10.1007/s11069-021-05179-6.
205. 1 2 3  Langer, Morit; Schneider von Deimling, Thomas; Westermann, Sebastian; Rolph, Rebecca; Rutte, Ralph; Antonova, Sofia; Rachold, Volker; Schultz, Michael et al. (28 March 2023). “Thawing permafrost poses environmental threat to thousands of sites with legacy industrial contamination”. Nature Communications 14 (1):  1721. Bibcode: 2023NatCo..14.1721L. doi:10.1038/s41467-023-37276-4. PMC 10050325. PMID 36977724.
206. 1 2  Miner, Kimberley R.; D'Andrilli, Juliana; Mackelprang, Rachel; Edwards, Arwyn; Malaska, Michael J.; Waldrop, Mark P.; Miller, Charles E. (30 September 2021). “Emergent biogeochemical risks from Arctic permafrost degradation”. Nature Climate Change 11 (1):  809–819. Bibcode: 2021NatCC..11..809M. doi:10.1038/s41558-021-01162-y.
207. ↑  “Diesel fuel spill in Norilsk in Russia's Arctic contained”. TASS (Moscow, Russia). (2020年6月5日) 2020年6月7日閲覧。
208. ↑  Max Seddon (2020年6月4日). “Siberia fuel spill threatens Moscow's Arctic ambitions”. Financial Times.  オリジナルの2022年12月10日時点におけるアーカイブ。
209. ↑  Nechepurenko, Ivan (5 June 2020), “Russia Declares Emergency After Arctic Oil Spill”, New York Times
210. ↑  Antonova, Maria (2020年6月5日). “Russia Says Melting Permafrost Is Behind The Massive Arctic Fuel Spill”. Science Daily 2020年7月19日閲覧。
211. ↑  “ロシアの北極圏内での燃料大量流出事故、原因は地盤の永久凍土の緩み。ロシア当局は事態を重視し、石油・ガスインフラ含め、危険建物の総点検へ。温暖化の影響予想以上に大きく（RIEF）”. 一般社団法人環境金融研究機構 (2020年6月10日). 2025年4月5日閲覧。
212. ↑  Staff, Reuters. “Technical issues, not permafrost, to blame for fuel spill in Russian Arctic: watchdog” (英語). U.S. 2025年4月5日閲覧。 {{cite news}}: |first=に無意味な名前が入力されています。 (説明)⚠
213. ↑  Schaefer, Kevin; Elshorbany, Yasin; Jafarov, Elchin; Schuster, Paul F.; Striegl, Robert G.; Wickland, Kimberly P.; Sunderland, Elsie M. (16 September 2020). “Potential impacts of mercury released from thawing permafrost”. Nature Communications 11 (1):  4650. Bibcode: 2020NatCo..11.4650S. doi:10.1038/s41467-020-18398-5. PMC 7494925. PMID 32938932.
214. ↑  “Anthrax outbreak infects nomads in Siberia – DW – 08/02/2016” (英語). dw.com. 2025年7月2日閲覧。
215. ↑  Ezhova, Ekaterina; Orlov, Dmitry; Suhonen, Elli; Kaverin, Dmitry; Mahura, Alexander; Gennadinik, Victor; Kukkonen, Ilmo; Drozdov, Dmitry et al. (2021-06). “Climatic Factors Influencing the Anthrax Outbreak of 2016 in Siberia, Russia”. EcoHealth 18 (2):  217–228. doi:10.1007/s10393-021-01549-5. ISSN 1612-9210. PMC 8463397. PMID 34453636.
216. ↑  “融解が進む永久凍土、太古の病原体の復活にどう備えるか | Forbes JAPAN 公式サイト（フォーブス ジャパン）”. forbesjapan.com. 2025年7月2日閲覧。
217. 1 2  Berkes, Fikret; Jolly, Dyanna (2001). “Adapting to climate change: social-ecological resilience in a Canadian western Arctic community”. Conservation Ecology 5 (2).
218. 1 2  Farquhar, Samantha D. (2020-03-18). “Inuit Seal Hunting in Canada: Emerging Narratives in an Old Controversy”. Arctic 73 (1):  13–19. doi:10.14430/arctic69833. ISSN 1923-1245.
219. ↑  Timonin, Andrey (2021). “Climate Change in the Arctic and Future Directions for Adaptation: Views From Non-Arctic States”. SSRN Electronic Journal. doi:10.2139/ssrn.3802303. ISSN 1556-5068.
220. ↑  Rogers, Sarah (2014年6月13日). “New online atlas tracks Nunavut's centuries-old Inuit trails” (英語). Nunatsiaq News. 2021年5月19日閲覧。
221. 1 2  Freedman, Andrew (2017年12月12日). “Arctic warming, ice melt 'unprecedented' in at least the past 1,500 years”. Mashable. 2017年12月13日閲覧。
222. 1 2  “Arctic Report Card: Update for 2017; Arctic shows no sign of returning to reliably frozen region of recent past decades”. NOAA. 2017年12月13日閲覧。
223. ↑  “ESA's ice mission CryoSat-2”.   esa.int (2008年9月11日). 2009年6月15日閲覧。
224. ↑  Wininger, Corinne (2007年10月26日). “E SF, VR, FORMAS sign MOU to promote Global Environmental Change Research”.   innovations-report.de. 2007年11月26日閲覧。
225. ↑  “Arctic Change”. International Study of Arctic Change. 2025年4月5日閲覧。
226. ↑  AMAP Arctic Climate Change Update 2021: Key Trends and Impacts. Arctic Monitoring and Assessment Programme (AMAP) (Report). Tromsø, Norway. 2021. pp. viii + 148. ISBN 978-82-7971-201-5.
227. ↑  Arias, Paola A.; Bellouin, Nicolas; Coppola, Erika; Jones, Richard G. et al. (2021). “Technical Summary”. IPCC AR6 WG1. pp. 76
228. ↑  Impacts of a Warming Arctic: Arctic Climate Impact Assessment. Arctic Climate Impact Assessment (ACIA) (Report). Overview report. Cambridge University Press. 15 October 2004. p. 140. ISBN 0-521-61778-2.
229. ↑  Rapid and pronounced warming continues to drive the evolution of the Arctic environment (Report). Arctic Report Card: Update for 2021. NOAA.
230. 1 2  Spreading like Wildfire – The Rising Threat of Extraordinary Landscape Fires. United Nations Environment Programme (UNEP) (Report). A UNEP Rapid Response Assessment. Nairobi, Kenya. 2022. p. 122.
231. ↑  Ciavarella, A.; Cotterill, D.; Stott, P. (2021). “Prolonged Siberian heat of 2020 almost impossible without human influence”. Climatic Change 166 (9):  9. Bibcode: 2021ClCh..166....9C. doi:10.1007/s10584-021-03052-w. PMC 8550097. PMID 34720262.